# ピーテル・パウル・ルーベンス
ピーテル・パウル・ルーベンス（蘭: Peter Paul Rubens, Pieter Pauwel Rubens, Petrus Paulus Rubens オランダ語: [ˈrybə(n)s]、1577年6月28日 - 1640年5月30日）は、バロック期のフランドルの画家、外交官。祭壇画、肖像画、風景画、神話画や寓意画も含む歴史画など、様々なジャンルの絵画作品を残した。日本語ではペーテル・パウル・リュベンス、ピーテル・パウル・リュベンスなどと表記する場合もある。
ルーベンスはアントウェルペンで大規模な工房を経営し、生み出された作品はヨーロッパ中の貴族階級や収集家間でも高く評価されていた。またルーベンスは画家としてだけではなく、古典的知識を持つ人文主義学者、美術品収集家でもあり、さらに七ヶ国語を話し、外交官としても活躍してスペイン王フェリペ4世とイングランド王チャールズ1世からナイト爵位を受けている。

## 生涯

### 幼少期から青年期

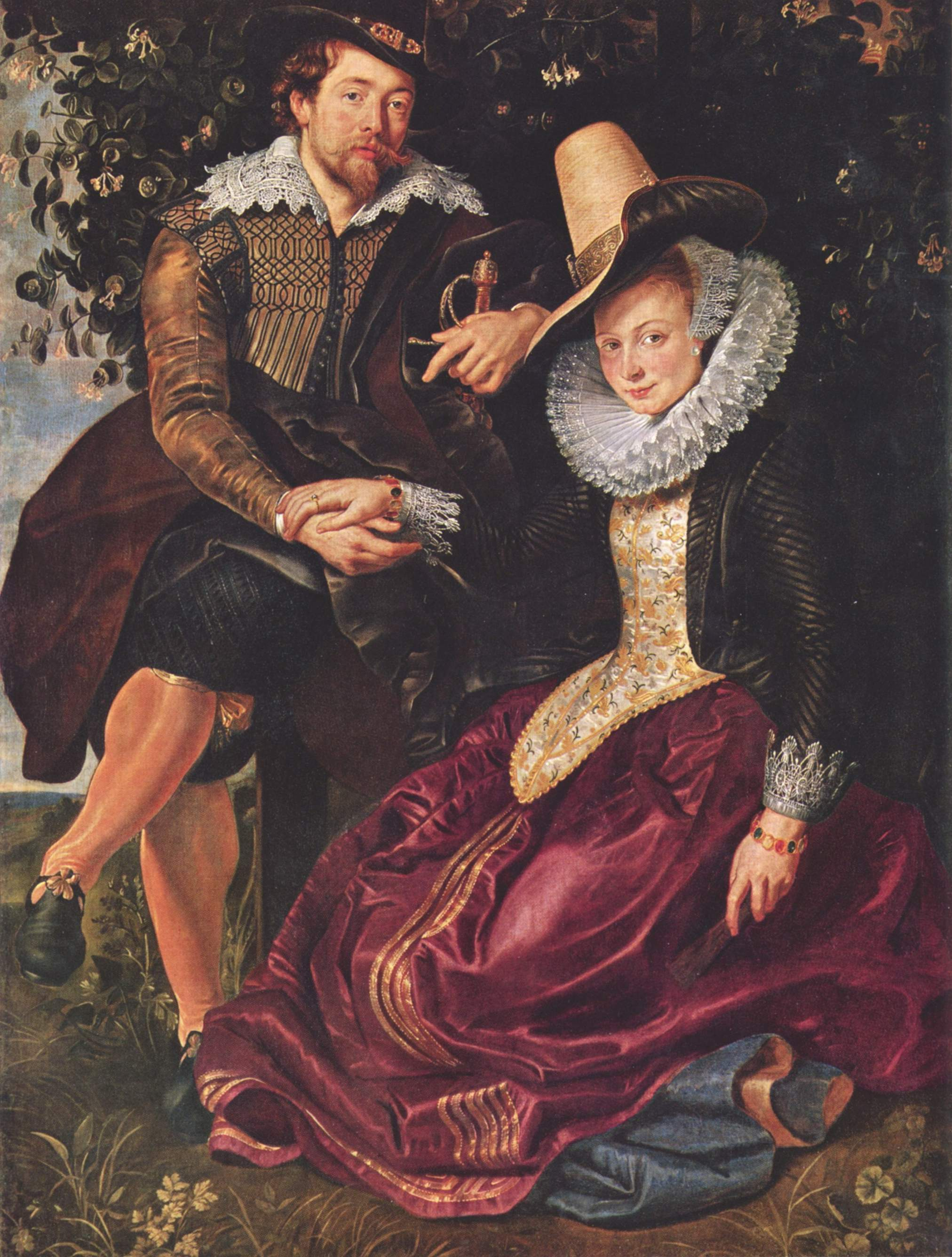
『ルーベンスとイザベラ・ブラントの肖像』（1609年 - 1610年）
アルテ・ピナコテーク（ミュンヘン）
----『すいかずらの木陰』『すいかずらの葉陰』などとも呼ばれるこの作品には、ルーベンスと最初の妻イザベラが描かれている。

ルーベンスは、ヤン・ルーベンスと妻マリアとの間に、ドイツのジーゲンで生まれた。父ヤンはプロテスタントのカルヴァン主義者の法律家で、1568年にマリアとともにスペイン領ネーデルラント総督アルバ公フェルナンドのプロテスタント迫害のために、アントウェルペンからケルンへと逃れてきた夫婦だった。ヤンはオランダ総督オラニエ公ウィレム1世の二度目の妃アンナの法律顧問さらには愛人となり、1570年にジーゲンのアンナの宮廷へと居を移している。アンナの愛人であることが発覚して投獄されていたヤンだったが後に釈放され、1577年にマリアとの間にルーベンスが生まれた。その後1578年にヤン一家はケルンへと戻ったが、1587年にヤンは死去している。父親の死後、一家は故郷のアントウェルペンへ戻った。アントウェルペンでカトリック教徒として成長したルーベンスの作品からはその宗教的影響を確認することが出来る。後年のルーベンスはカトリックの改革運動である対抗宗教改革の影響を受けた絵画様式の主導者となっている。
ルーベンスはアントウェルペンで人文主義教育を受け、ラテン語と古典文学を学んだ。1590年、生活に困窮していたマリアは、13歳のルーベンスをフィリップ・フォン・ラレング伯未亡人のマルグレーテ・ド・リーニュの下へ小姓に出した。ここで芸術的素養を見込まれたルーベンスはアントウェルペンの画家組合、聖ルカ・ギルドへの入会を認められ、見習いとしてアントウェルペン生まれの芸術家トビアス・フェルハーフトに弟子入りし、その後引き続いて当時のアントウェルペンの主要な画家だったアダム・ファン・ノールトとオットー・ファン・フェーンに師事した。ルーベンスの芸術家としての最初期の修行は、先人たちの作品の模倣、模写だった。手本となったのは、ルネサンス期のドイツ人芸術家ハンス・ホルバインの木版画、ルネサンス期のイタリア人画家ラファエロの作品を原画としたイタリア人版画家マルカントニオ・ライモンディの銅版画などである。ルーベンスは1598年に修業を終え、一人前の芸術家として芸術家ギルドの聖ルカ組合の一員となった。

### イタリア時代（1600年 - 1608年）

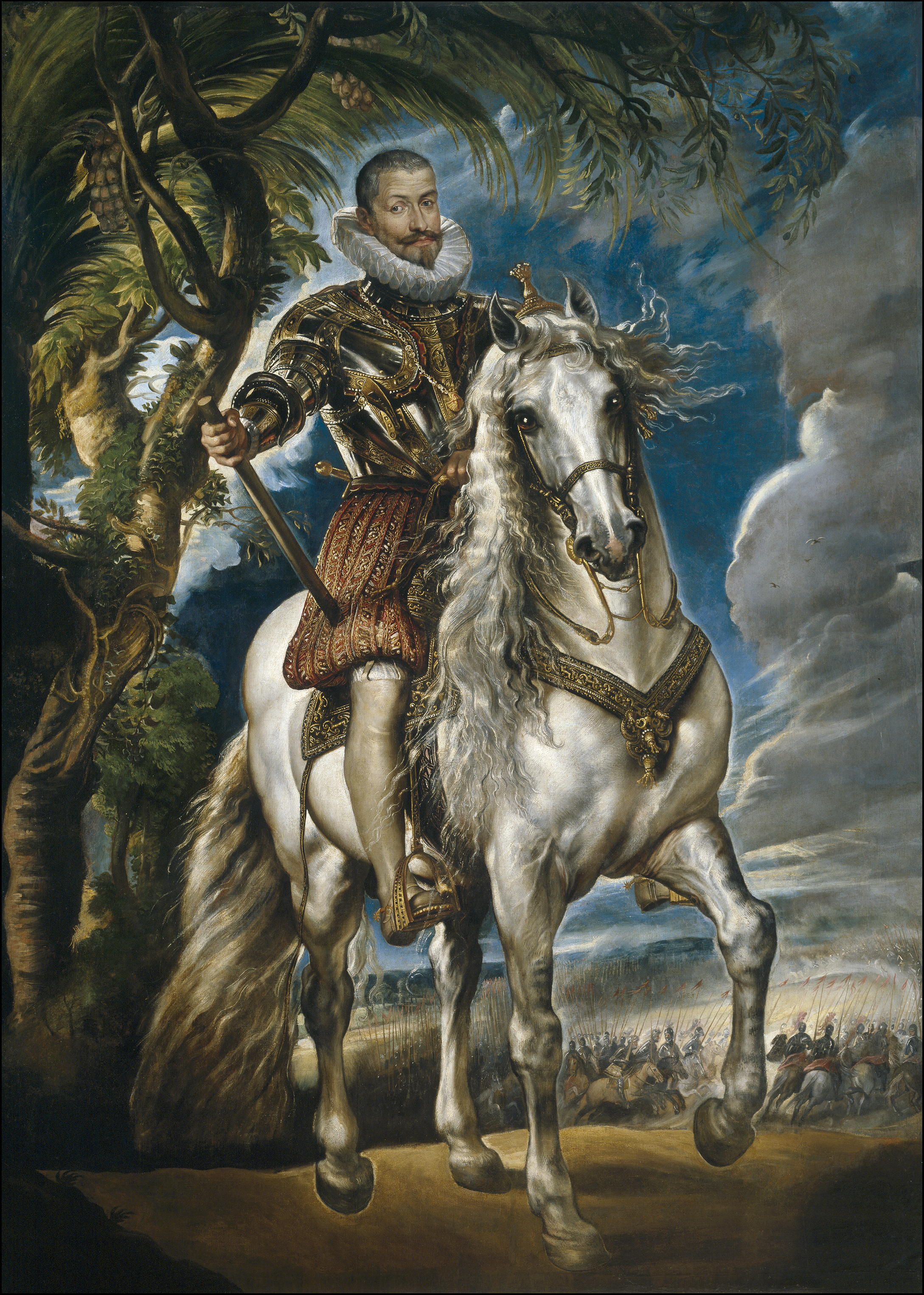
『レルマ公騎馬像』（1603年）
プラド美術館（マドリード）
スペイン貴族レルマ公フランシスコ・デ・サンドバル・イ・ロハスの肖像画で、ルーベンスが最初にスペインを訪れたときの作品。

1600年、古代と近代の巨匠の作品を現地で学ぶことを目的として、ルーベンスは推薦状を携えてイタリアへと向かった。最初に訪れたのはヴェネツィアで、ティツィアーノ、ヴェロネーゼ、ティントレットらの絵画を目にしている。その後マントヴァへ向かい、マントヴァ公ヴィンチェンツォ1世・ゴンザーガの宮廷に迎えられた。ヴェロネーゼとティントレットの色彩感覚と作品構成は、当時のルーベンスの作品に即座に影響を与え、後年になって円熟期を迎えたルーベンスの作品にはティツィアーノからの大きな影響が見られる。
マントヴァ公からの金銭的援助を受けたルーベンスは、モンタルト枢機卿への推薦状を手に1601年にフィレンツェを経由してローマを訪れた。ローマでは古代ギリシア、古代ローマの芸術作品に触れ、イタリア人芸術家たちの作品の模写に務めている。とくにヘレニズム様式の彫刻『ラオコーン像』や、イタリア・ルネサンスの巨匠レオナルド・ダ・ヴィンチ、ミケランジェロ、ラファエロの作品がルーベンスに大きな影響を与えた。また、当時のローマ画壇で最先端だった画家カラヴァッジョの作品が持つ高度な自然主義表現にも影響を受けた。後にカラヴァッジョの『キリストの埋葬』の複製画を制作したほか、マントヴァ公からの依頼を受けて、現在はパリのルーヴル美術館が所蔵するカラヴァッジョの『聖母の死』の買い付けも手配した。また、アントウェルペンのドミニコ会修道院による、現在はウィーンの美術史美術館が所蔵するカラヴァッジョの『ロザリオの聖母』の購入にも協力している。ルーベンスはこのローマ滞在時にサンタ・クローチェ・イン・ジェルサレンメ聖堂からの依頼で、最初の祭壇画『聖へレナと聖十字架』を完成させている。

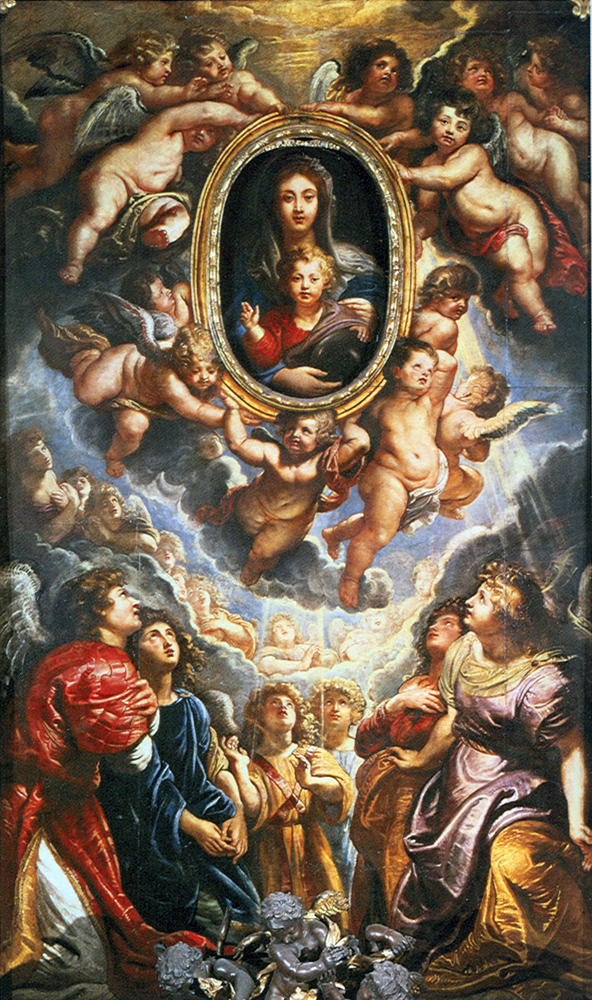
『ヴァリチェッラの聖母』（1608年）
キエーザ・ヌオーヴァ（ローマ）
キエーザ・ヌオーヴァ（サンタ・マリア・イン・ヴァリチェッラ聖堂）の主祭壇画。

ルーベンスは1603年に、マントヴァ公からスペイン王フェリペ3世への贈答品を携えた外交官としてスペインを訪れた。ルーベンスはこのスペイン滞在中に、先代のスペイン王フェリペ2世が収集したラファエロとティツィアーノの膨大な作品群を目にしている。このスペイン滞在中にフェリペ3世の重臣レルマ公フランシスコ・デ・サンドバル・イ・ロハスを描いた『レルマ公騎馬像』には、ティツィアーノの傑作『カール5世騎馬像』などの作品からの影響が見られる。このスペイン訪問が、その後ルーベンスが果たしていく外交官としての最初の役目となった。
ルーベンスは1604年にイタリアへと帰還し、その後の4年間でマントヴァ、ジェノヴァ、ローマを転々とした。ルーベンスはこの時期に『侯爵夫人ブリジダ・スピノーラ・ドーリアの肖像』などの肖像画を多数制作しており、マリア・ディ・アントーニオ・セッラ・パッラヴィチーニを描いた肖像画は、後世の画家アンソニー・ヴァン・ダイク、ジョシュア・レイノルズ、トマス・ゲインズバラらの作品にも影響を与えた。
1606年から1608年にかけてはほとんどの時期をローマで過ごした。このときに、ルーベンスが肖像画を描いたマリア・パッラヴィチーニの兄にあたる枢機卿ヤコポ・セッラの尽力もあって、当時ローマで新築された教会キエーザ・ヌオーヴァ（サンタ・マリア・イン・ヴァリチェッラ聖堂）の主祭壇画制作という重要な依頼を受けている。この祭壇画には、古のローマ教皇グレゴリウス1世とローマにちなむ聖人たちが、天使が掲げる聖母子の肖像を見つめている場面が描かれている。祭壇画の最初のヴァージョンは、現在グルノーブル美術館が所蔵する、一枚のキャンバスに描かれたものだったが、間もなく3枚の石板に描き直したものに置き換えられた。現在もキエーザ・ヌオーヴァに安置されている、サンタ・マリア・イン・ヴァリチェッラで起こったといわれる奇跡を描いたこの祭壇画『ヴァリチェッラの聖母』は、重要な祝祭日にのみ銅製のカバーが外されて一般に公開されている。
イタリアでの経験は、その後もルーベンスの作品に影響を与え続けた。後年になってイタリアを離れてからも、イタリアの知人たちと多くの書簡を交わしており、イタリア名の「ピエトロ・パウロ・ルーベンス (Pietro Paolo Rubens)」として署名し、イタリアへ戻ることを強く望んでいることを書き綴っているが、ルーベンスのイタリア帰還が叶うことはなかった。

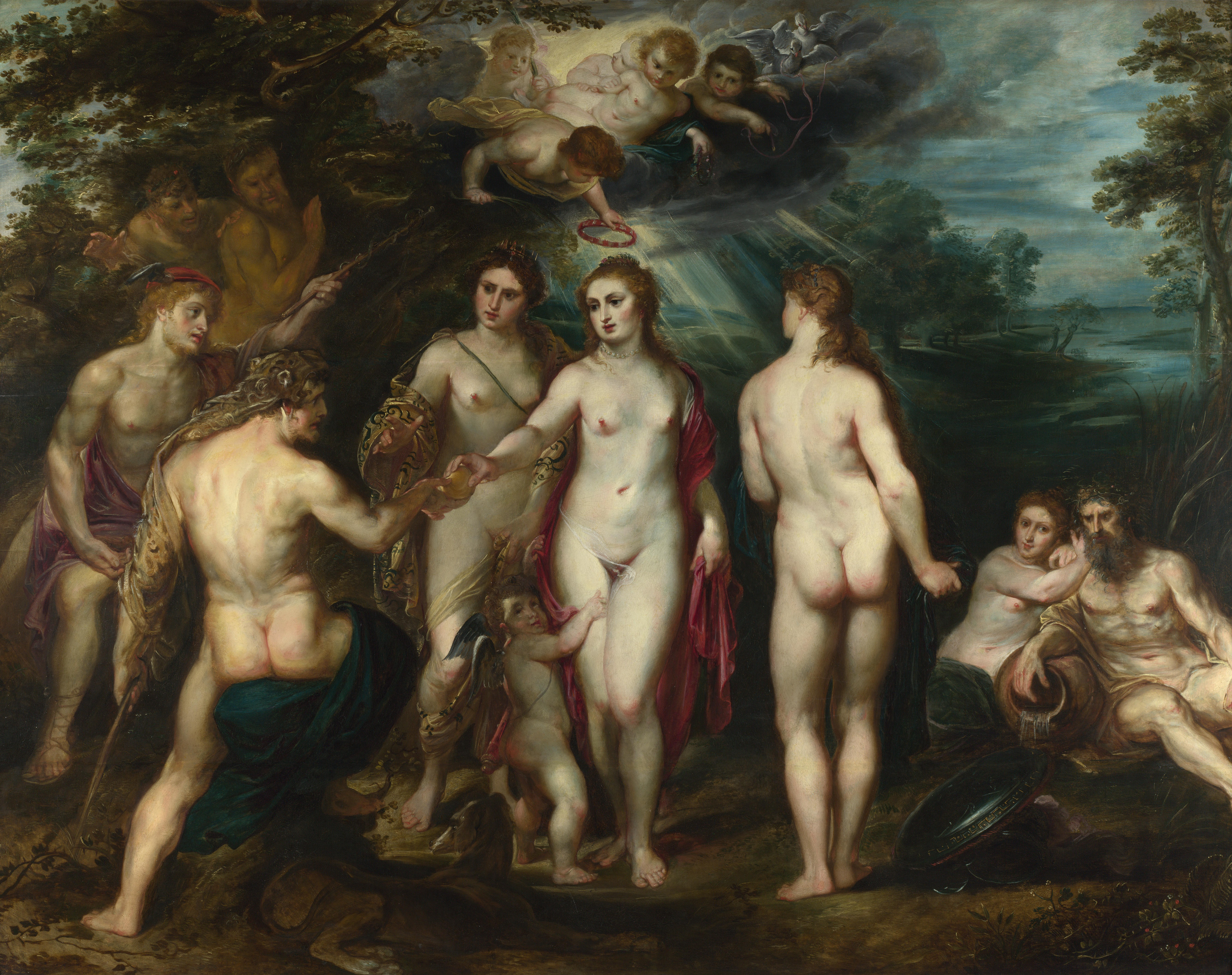
『パリスの審判』（1601年頃） ナショナル・ギャラリー（ロンドン）
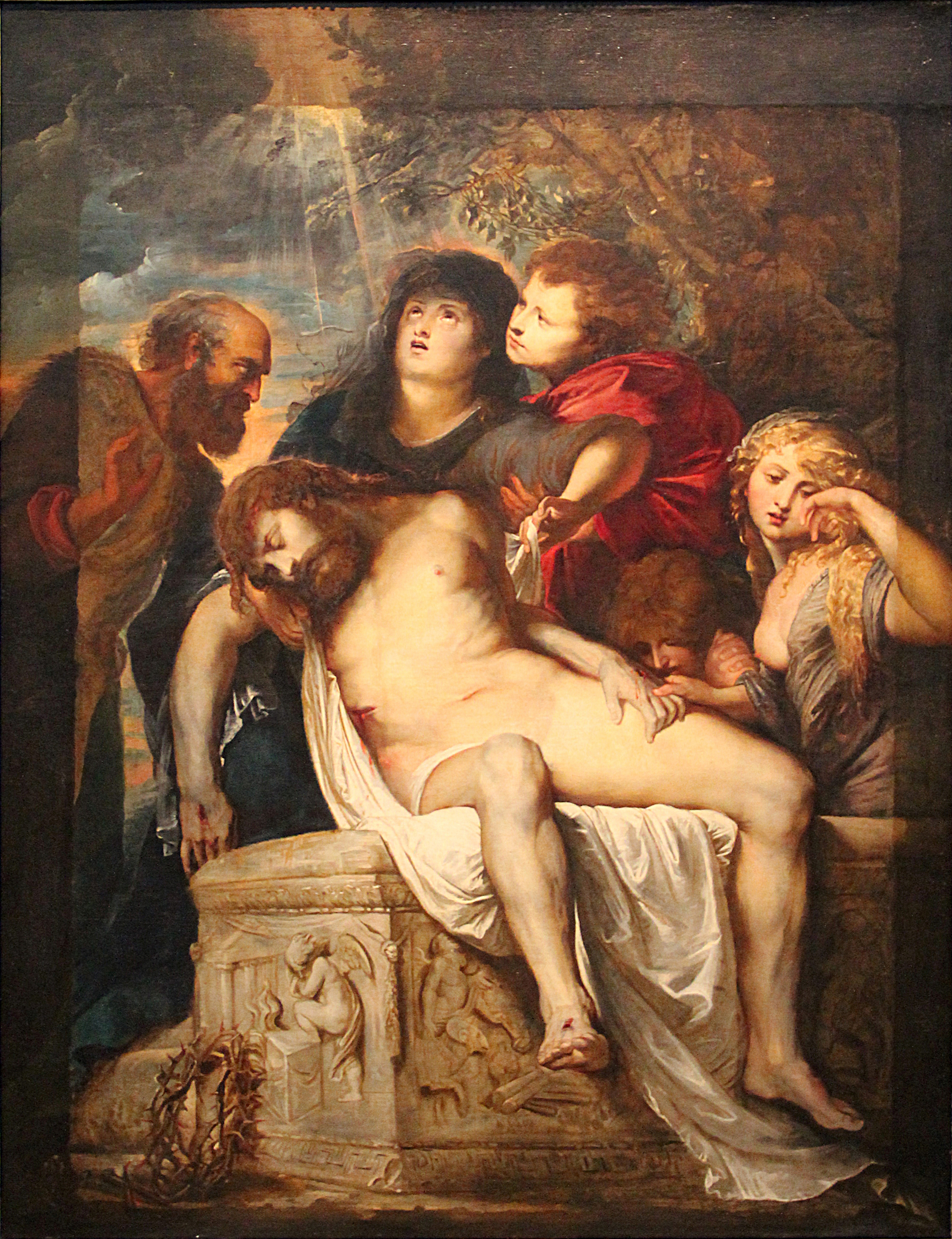
『キリストの埋葬』（1602年） ボルゲーゼ美術館（ローマ）
『パエトンの墜落』（1604年 - 1605年頃） ナショナル・ギャラリー・オブ・アート（ワシントンD.C.）
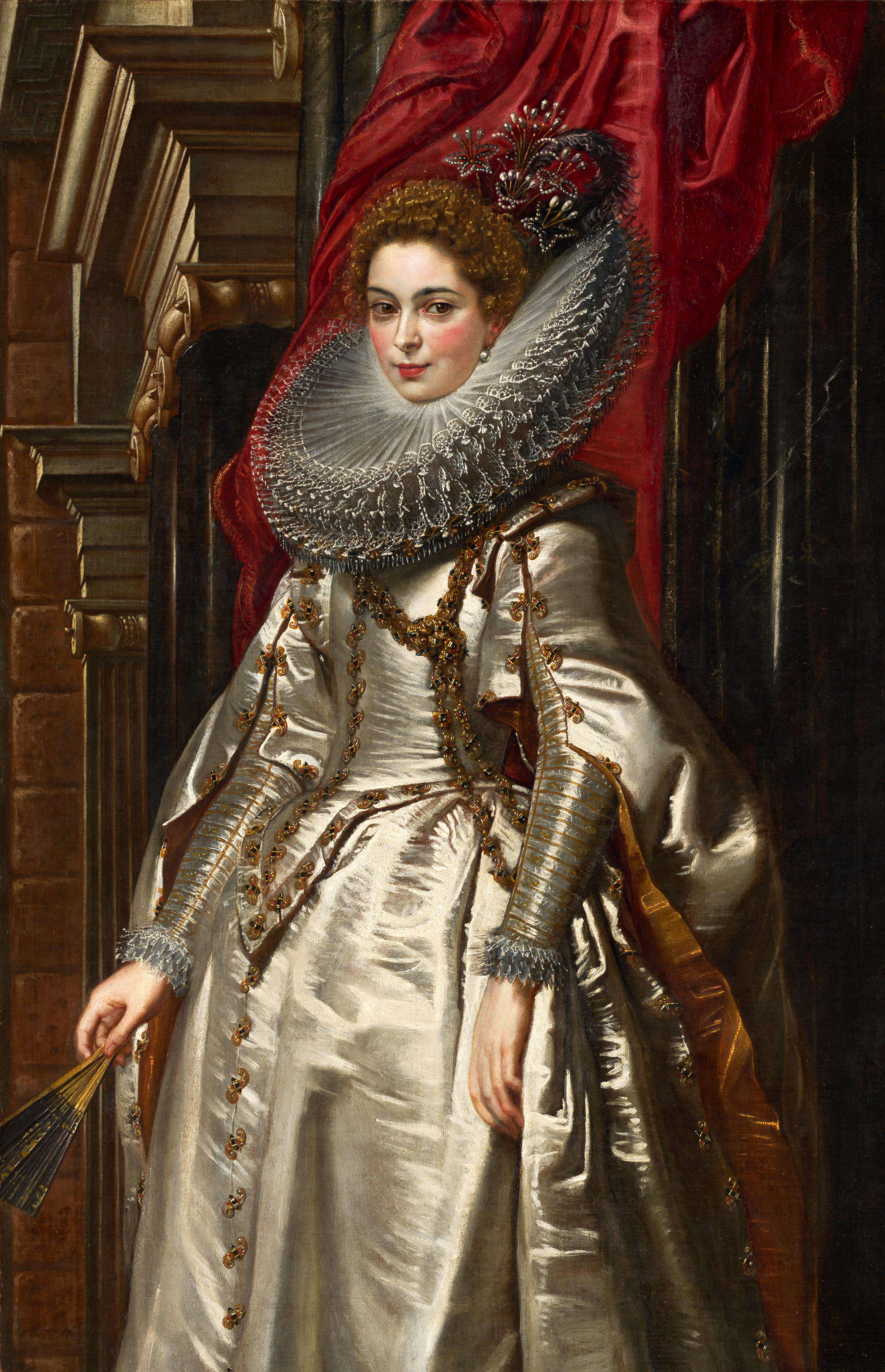
『侯爵夫人ブリジダ・スピノーラ・ドーリアの肖像』（1606年） ナショナル・ギャラリー・オブ・アート（ワシントンD.C.）
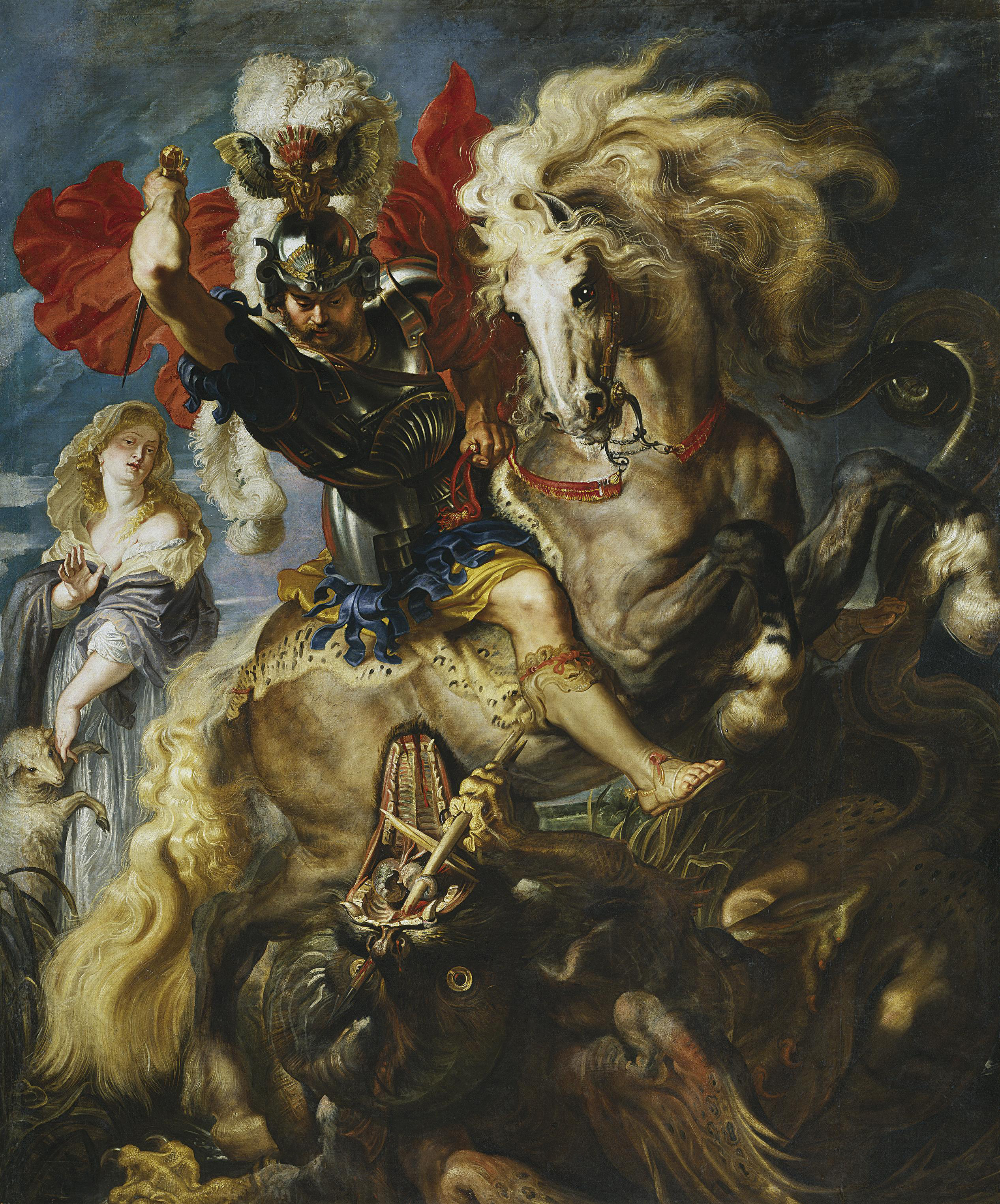
『聖ゲオルギウスと竜』（1606年 - 1608年頃） プラド美術館（マドリード）
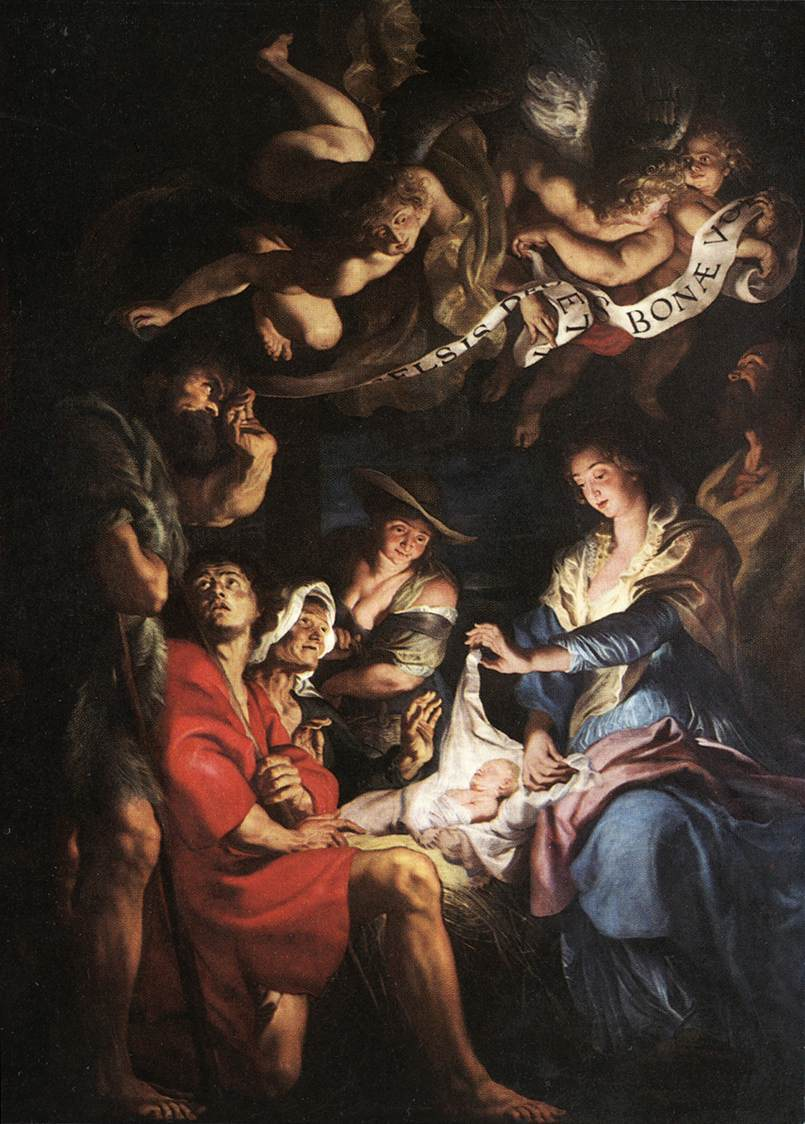
『羊飼いの礼拝』（1608年頃） 聖パウルス教会（アントウェルペン）

### アントウェルペン時代（1609年 - 1621年）

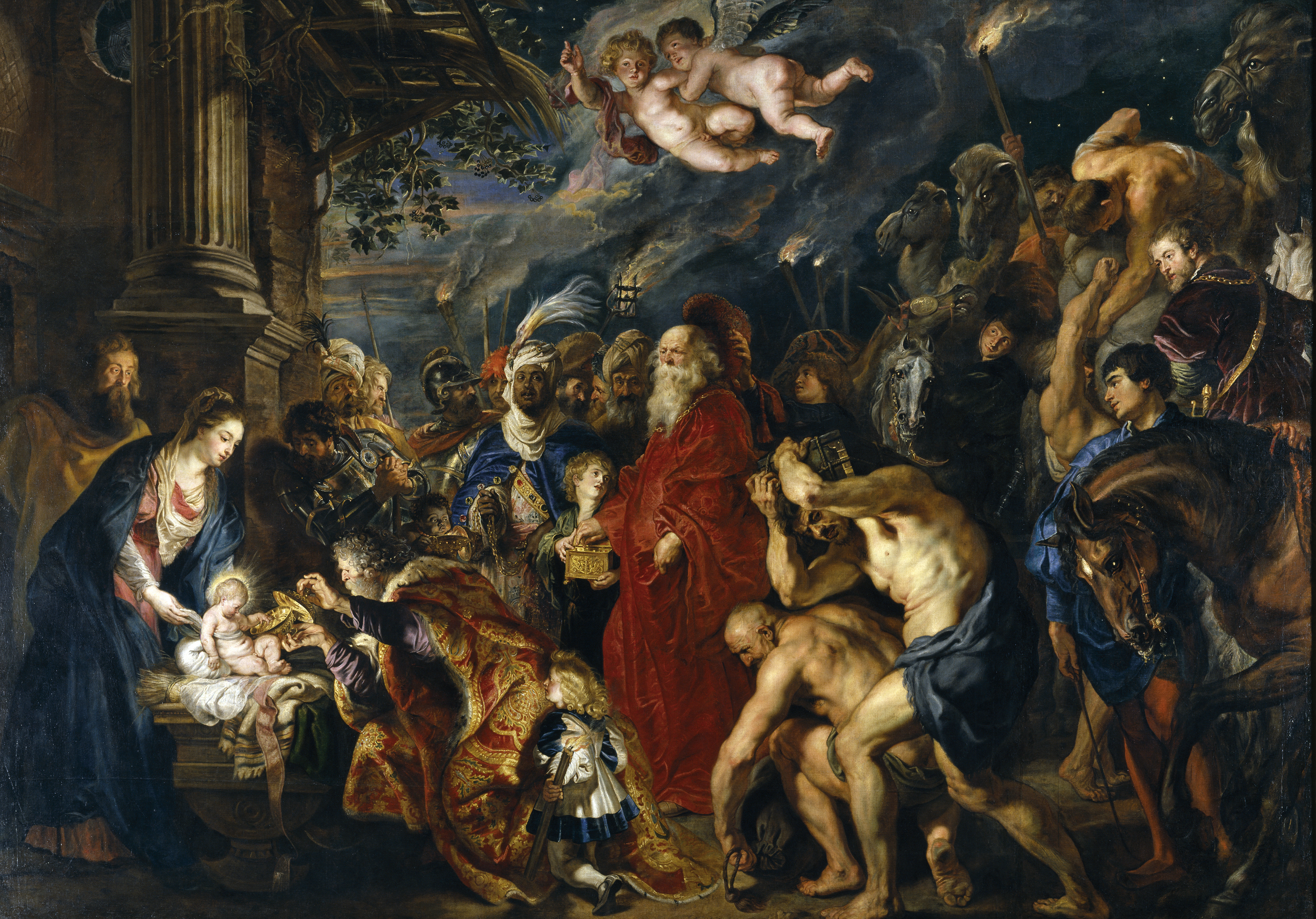
『東方三博士の礼拝』（1609年）
プラド美術館。スペインとネーデルラント諸州との間で停戦協定が結ばれた際に、調印の場となったアントウェルペンの市庁舎を装飾するため発注された

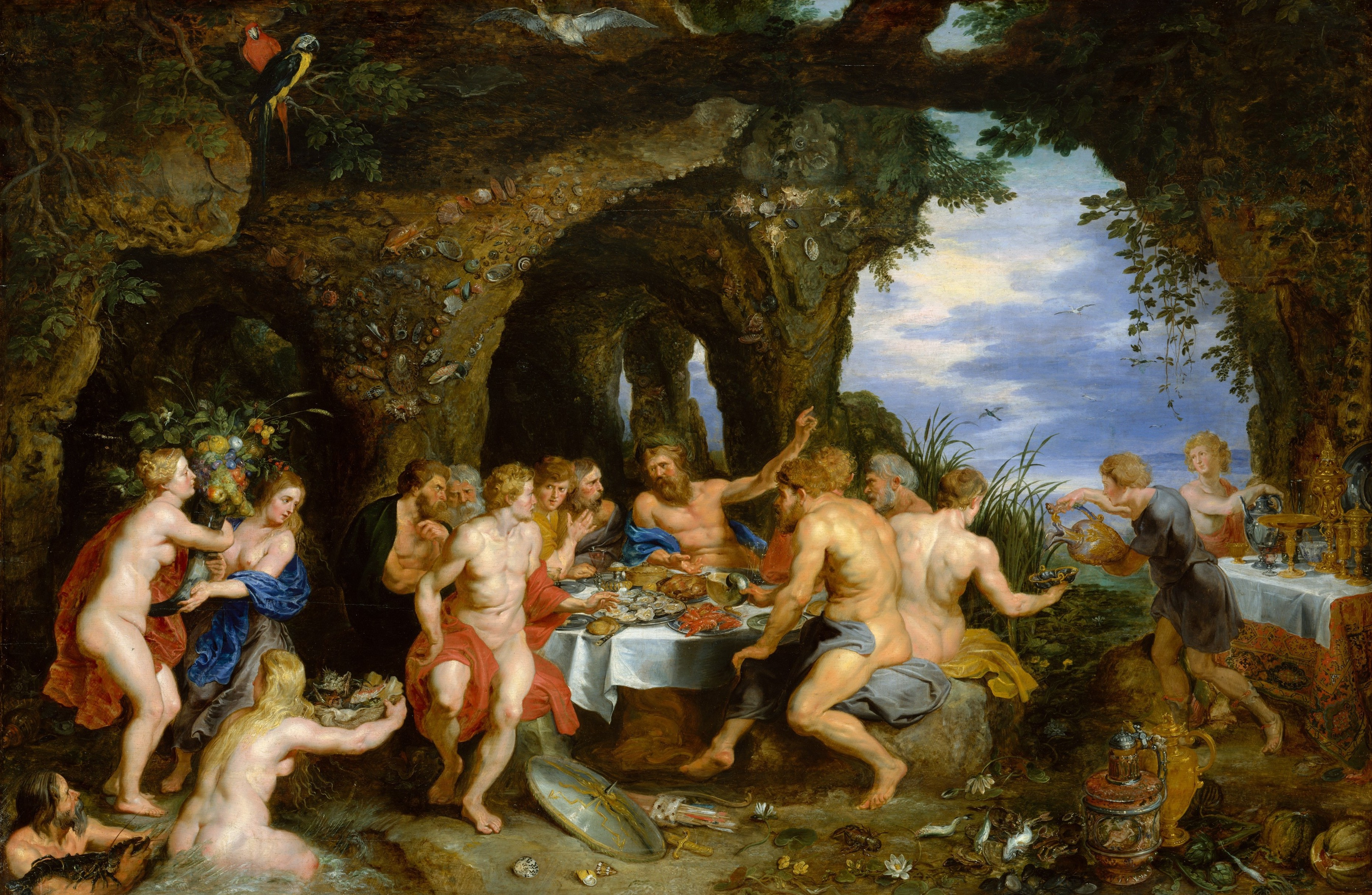
『アケロオスの祝宴』（1615年頃）
メトロポリタン美術館（ニューヨーク）
ルーベンス（人物）とヤン・ブリューゲル (父)（風景、動物）との合作絵画

1608年に母マリアが病に倒れたことを聞いたルーベンスは、イタリアを離れてアントウェルペンへと戻ることを決めた。しかしながらマリアはルーベンスがアントウェルペンに戻る前に死去してしまった。母の病以外にルーベンスがアントウェルペンへと戻った理由の一つとして、当時ネーデルラント諸州とスペインとの間で勃発していた八十年戦争が、1609年4月の停戦協定 (en:Treaty of Antwerp (1609)) の発行によって12年間の休戦期 (en:Twelve Years' Truce) がもたらされたことがあげられる。この停戦協定によって当時のアントウェルペンは新たな隆盛を見せ始めていたのである。1609年9月にルーベンスは、スペイン領ネーデルラント君主のオーストリア大公アルブレヒト7世と大公妃でスペイン王女のイサベルの宮廷画家に迎えられた。当時アルブレヒト7世の宮廷が置かれていたブリュッセルではなく、アントウェルペンに工房を設置することを特別に許可されたルーベンスは、宮廷からの作品制作依頼だけではなく、他の顧客からの制作依頼も受けていた。1633年に大公妃イサベルが死去するまで、ルーベンスとイサベルの信頼関係は深く、ルーベンスは画家としてのみならず特使や外交官の役割もこなすようになっていた。ルーベンスは1609年10月3日にアントウェルペンの有力者ヤン・ブラントの娘イザベラ・ブラントと結婚している。
1610年にルーベンスは自身がデザインした新居に移り住んだ。現在では博物館として使われている、アントウェルペン中心部に位置するこのルーベンスの家はイタリア風の建築様式で建てられた邸宅（ヴィッラ）で、工房も併設されていた。弟子とともに幾多の絵画作品を制作する場所であると同時に、当時のアントウェルペンで最高級の私的美術品収蔵場所であり、同じく最高級の蔵書を誇る私的図書室でもあった。当時のルーベンスは多くの弟子と助手を抱えていた。ルーベンスの工房出身者でもっとも有名な芸術家になったのは、後年イングランドの宮廷画家となる若き日のアンソニー・ヴァン・ダイクである。ルーベンスの工房ですぐに頭角を現したヴァン・ダイクは、フランドルの肖像画家の第一人者となり、師のルーベンスと共同で絵画制作に当たることもよくあった。ルーベンスは、当時のアントウェルペンで活動していたほかの画家とも共同制作をすることがあり、動物画を得意としたフランス・スナイデルスや、自身の親友で花を得意としたヤン・ブリューゲルらとの作品が現存している。

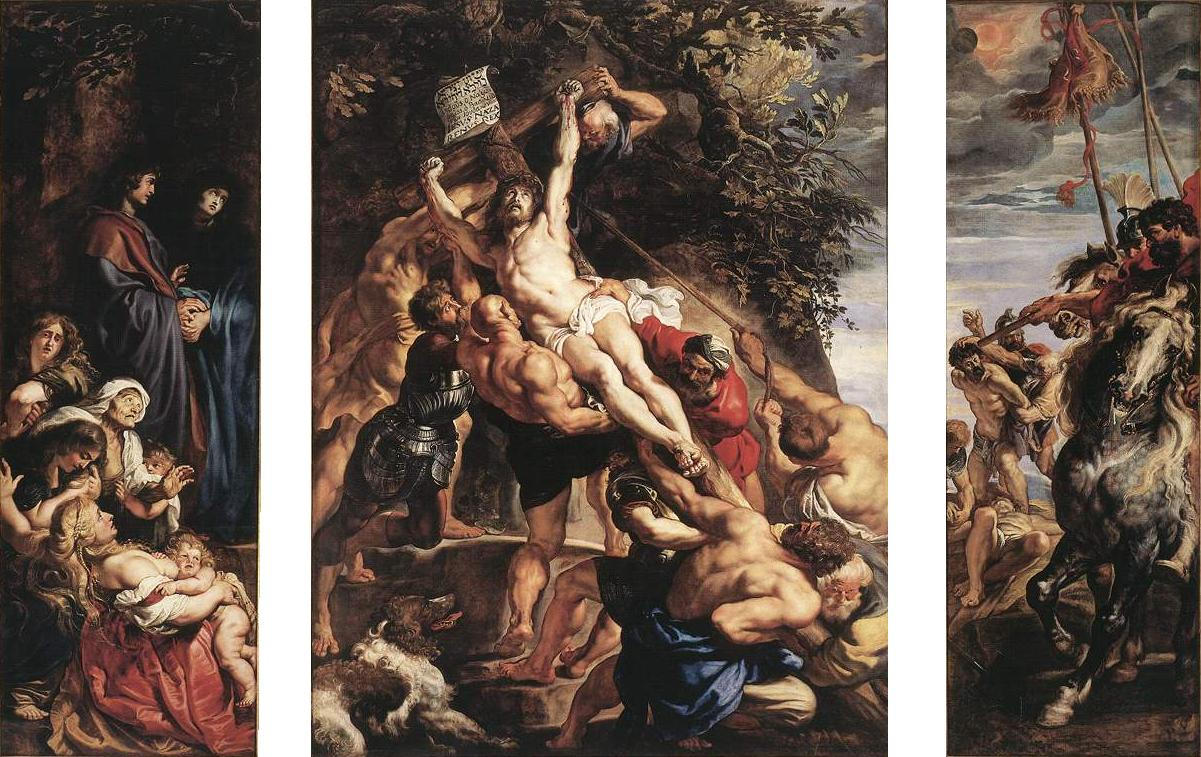
『キリスト昇架』（1610年 - 1611年）
聖母マリア大聖堂（アントウェルペン）

アントウェルペンの聖母マリア大聖堂の『キリスト昇架』（1610年）、『キリスト降架』（1611年 - 1614年）のような祭壇画は、イタリアから帰還して間もないルーベンスが、フランドルにおいても画家として第一人者であるという評価を確立するのにとくに重要な役割を果たした。例えば『キリスト昇架』は、ティントレットの『キリスト磔刑』の構成とミケランジェロの躍動感溢れる人体表現をルーベンス独自の作風で融合させた絵画となっており、バロック期宗教画の最高峰として高く評価されている作品である。
ルーベンスは絵画以外に版画や書物の装丁も手がけた。とくに友人でもあったバルタザール・モレトゥスが経営していた出版社 (Plantin-Moretus publishing house) から発行された版画が、ルーベンスの技量をヨーロッパ各地に広めることに貢献した。一対の美しい銅版画を例外として、ルーベンスは下絵を描くだけで、版画制作自体はルカス・フォルステルマンのような専門家に任せていた。ルーベンスは当時を代表する版画家ヘンドリック・ホルツィウスのもとで修行した版画家を多く雇い入れている。また、ルーベンスは自身が関係した版画に関する版権を確立しており、とくに版画の複製が大量に行われていたホラントで複製版画の横行を抑制することに成功した。ルーベンスは後に、イングランド、フランス、スペインでも自身の作品に対する版権を認めさせることに成功している。

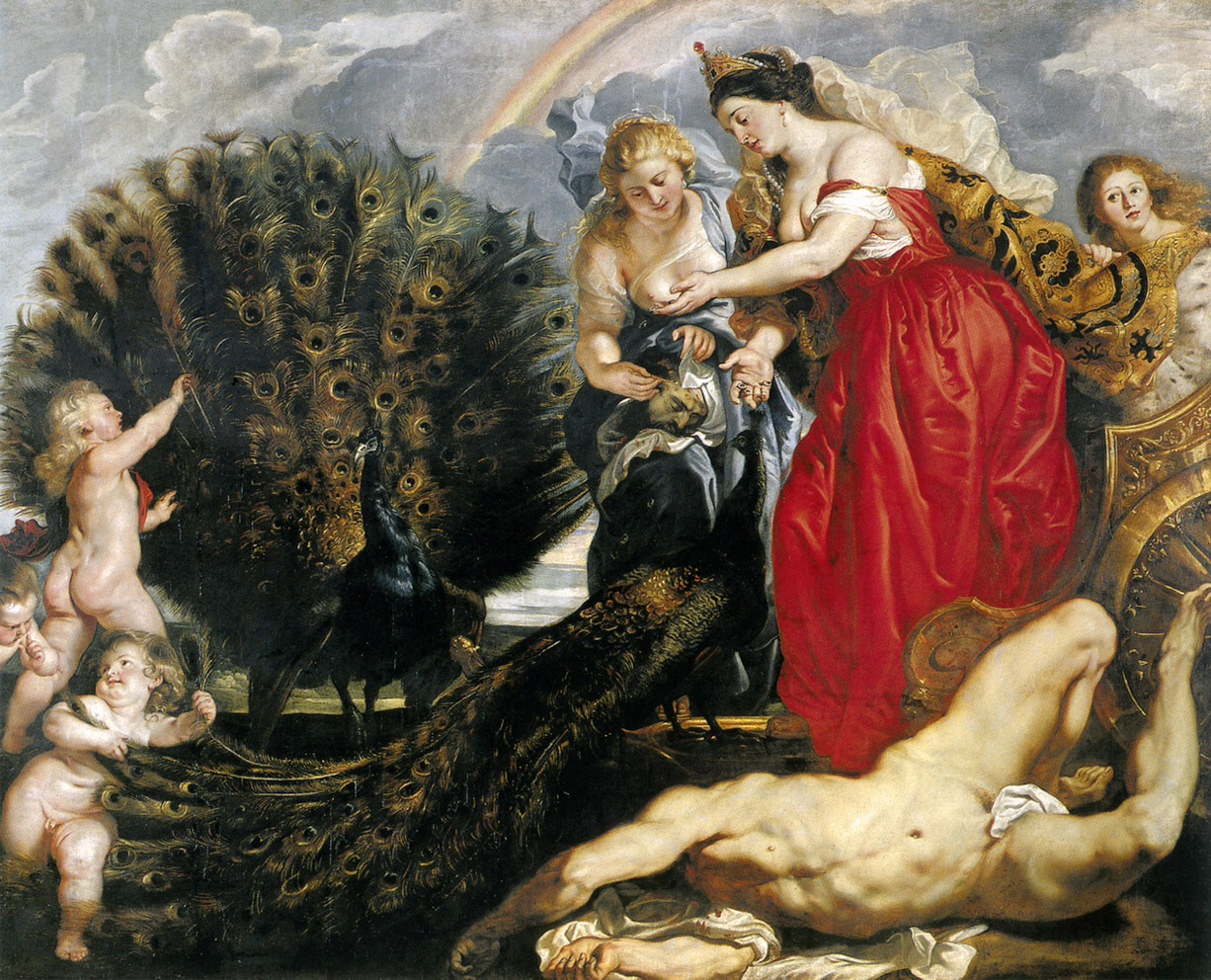
『ユノとアルゴス』（1610年頃） ヴァルラフ＝リヒャルツ美術館（ケルン）
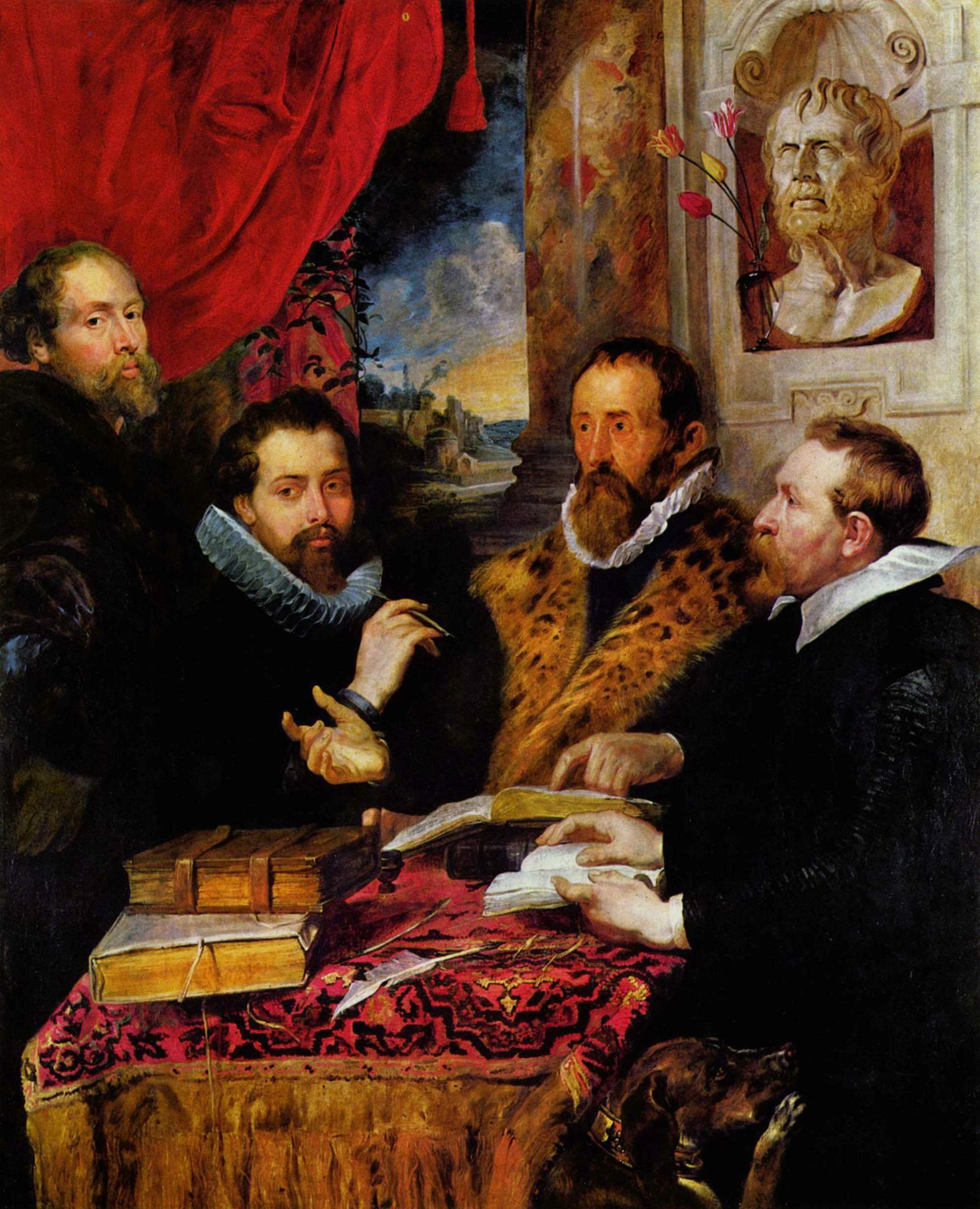
『四人の哲学者』（1611年 - 1612年） パラティーナ美術館（フィレンツェ）
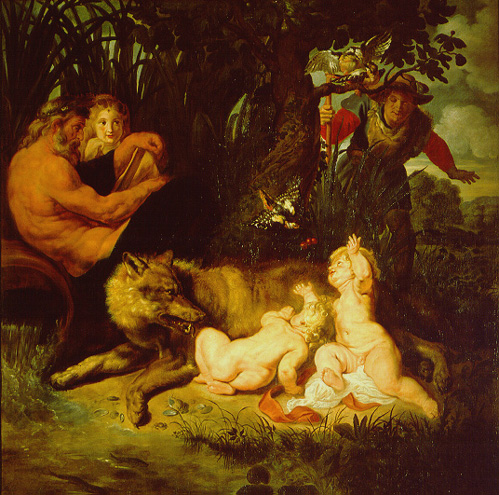
『ロムルスとレムス』（1612年 - 1613年頃） カピトリーノ美術館（ローマ）
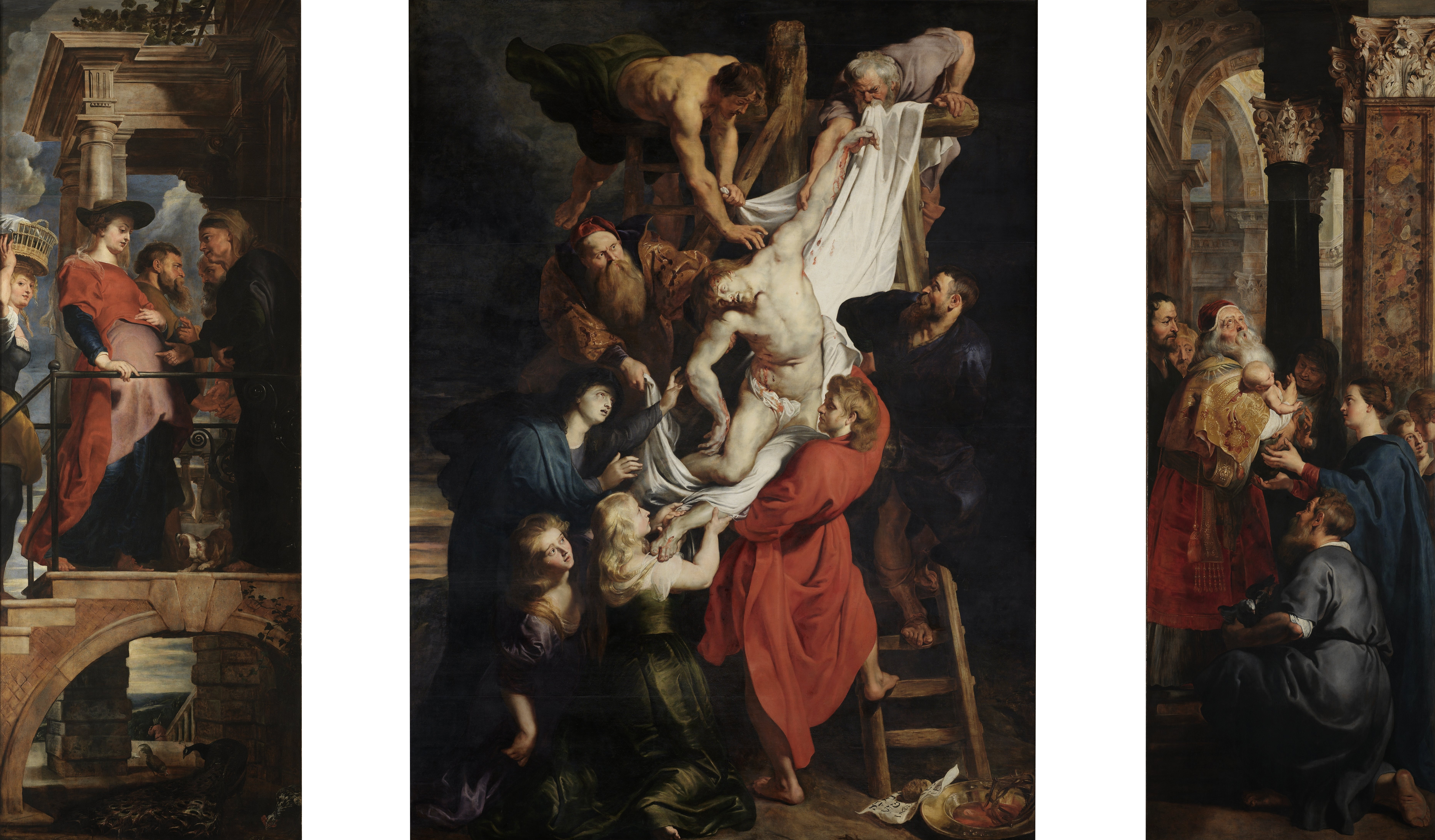
『キリスト降架』（1611年 - 1614年） 聖母マリア大聖堂（アントウェルペン）
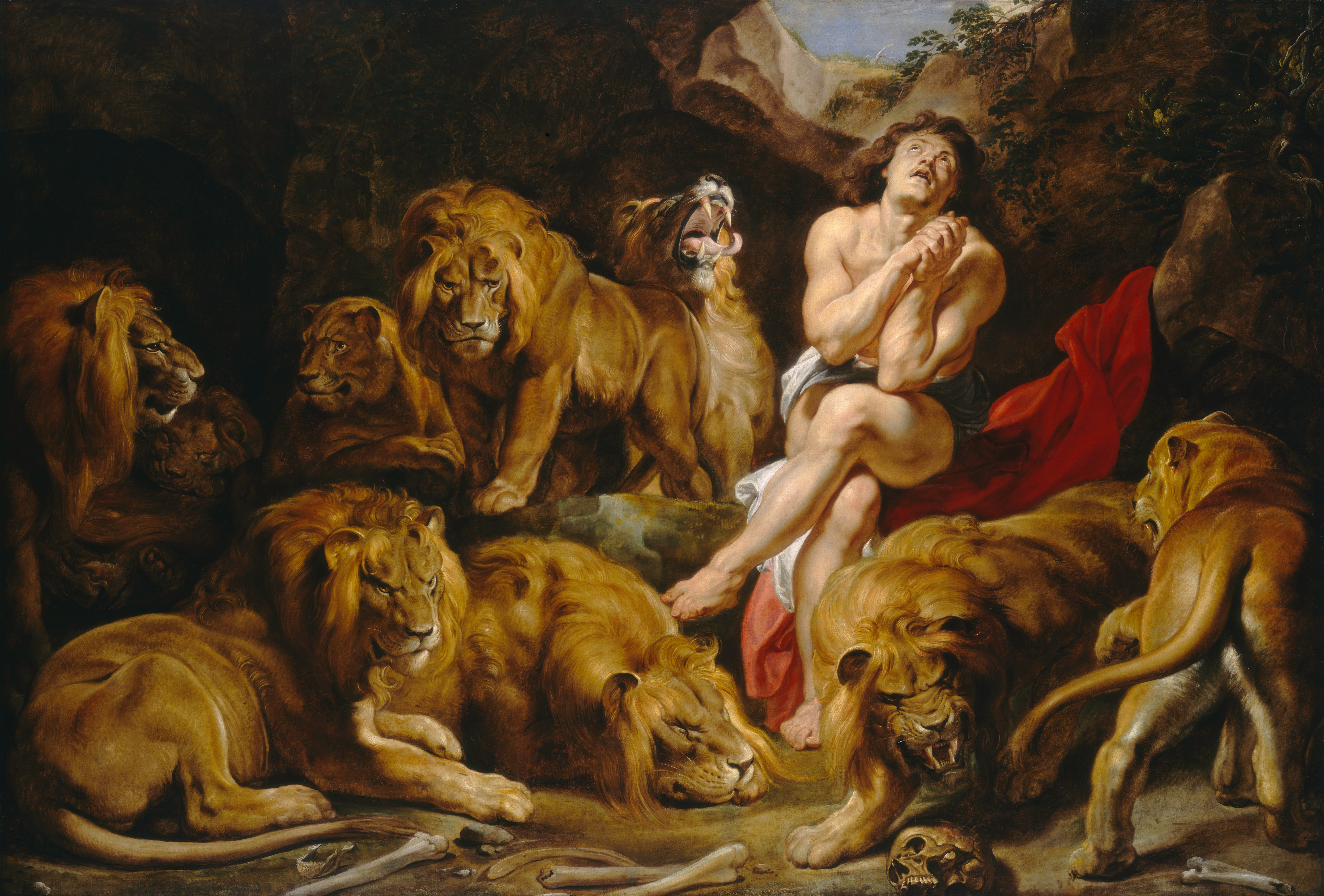
『ライオンの穴の中のダニエル』（1615年） ナショナル・ギャラリー・オブ・アート（ワシントンD.C.）
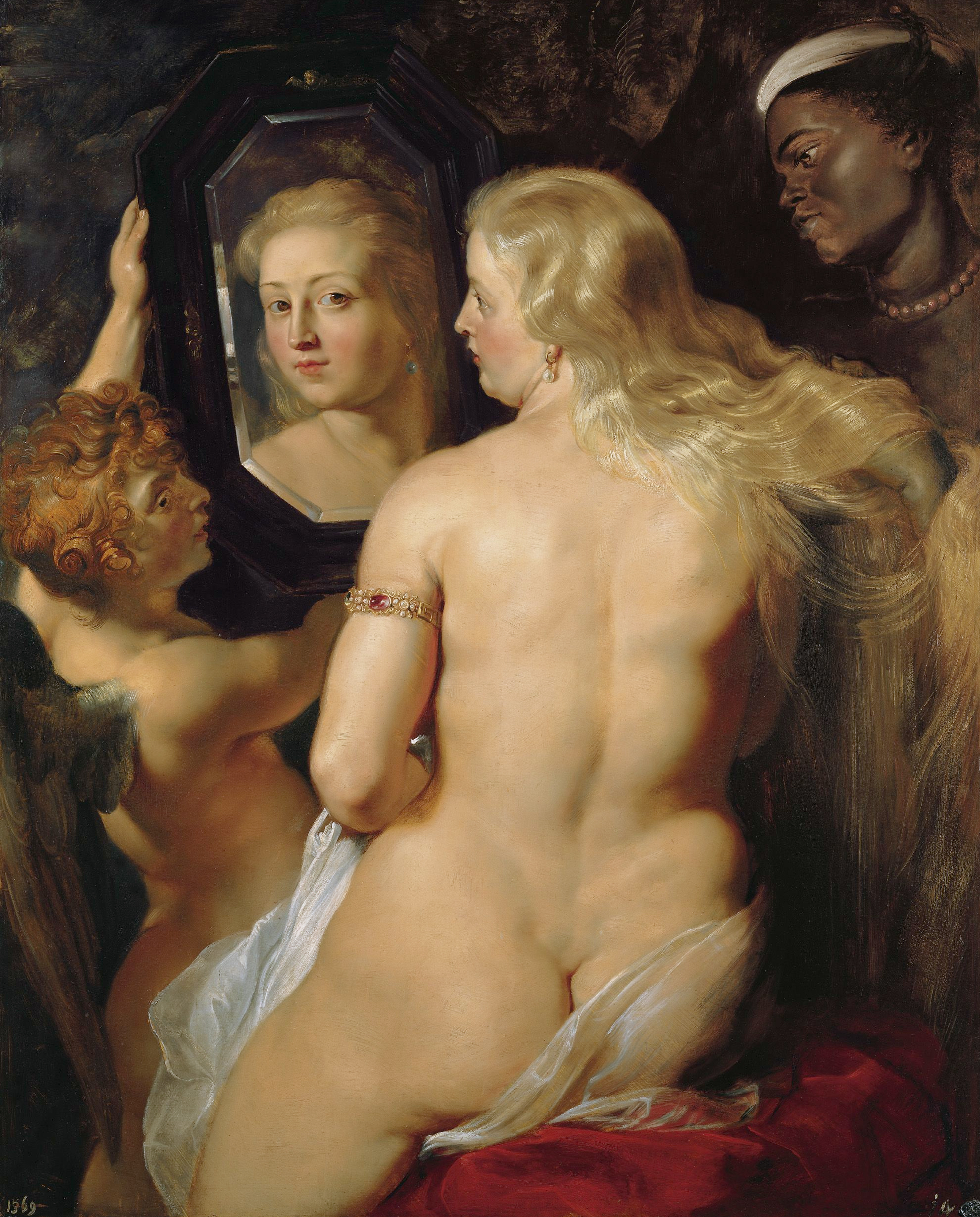
『鏡を見るヴィーナス』（1614年 - 1615年頃） リヒテンシュタイン美術館 (ウィーン)
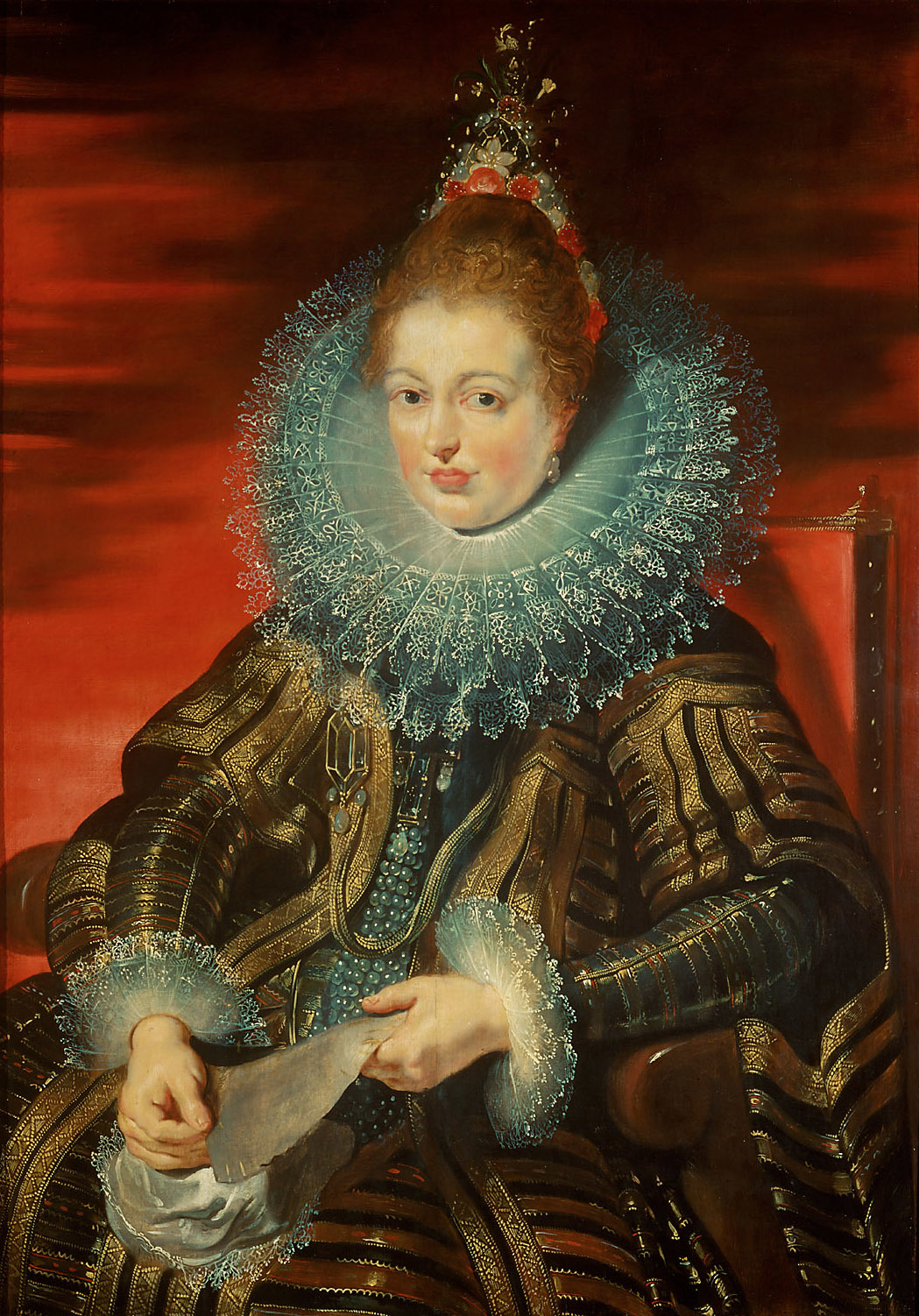
『イサベル・クララ・エウヘニア王女』（1615年） 美術史美術館（ウィーン）
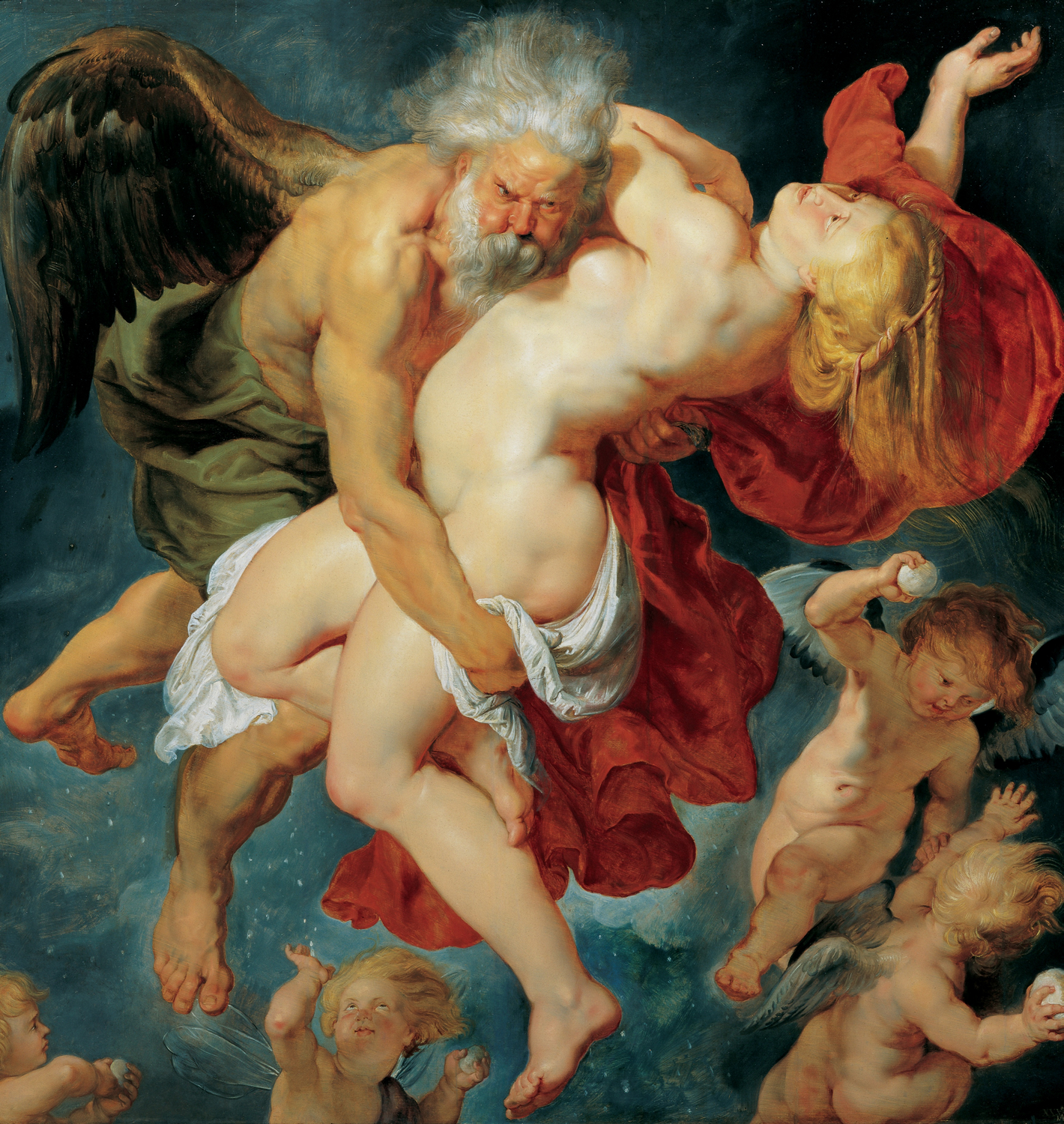
『オレイテュイアを略奪するボレアス』（1615年頃） 造形美術アカデミー絵画館（ウィーン）
『レウキッポスの娘たちの略奪』（1617年頃） アルテ・ピナコテーク（ミュンヘン）
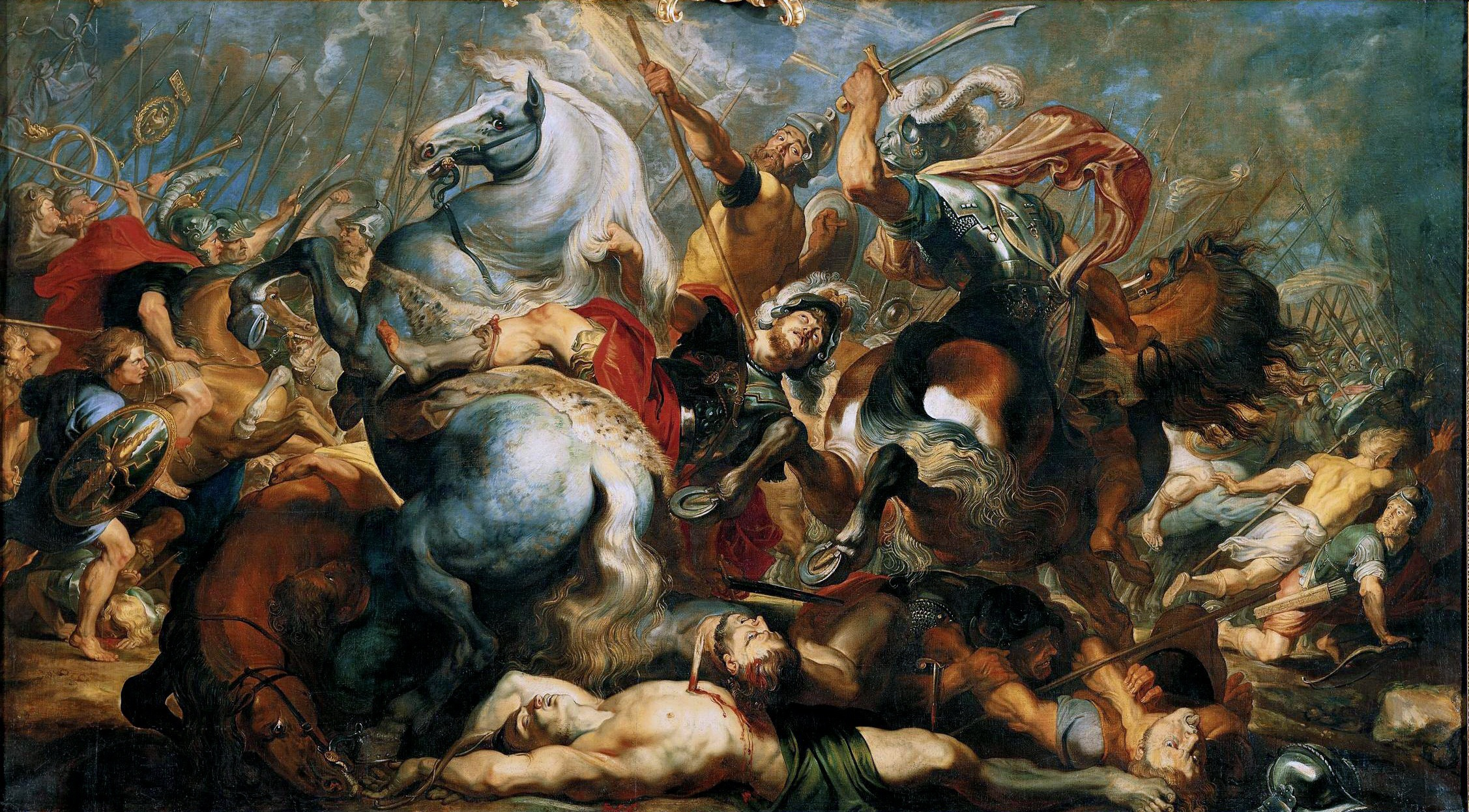
『デキウス・ムスの死』（1618年）

### 『マリー・ド・メディシスの生涯』と外交官としての活躍（1621年 - 1630年）

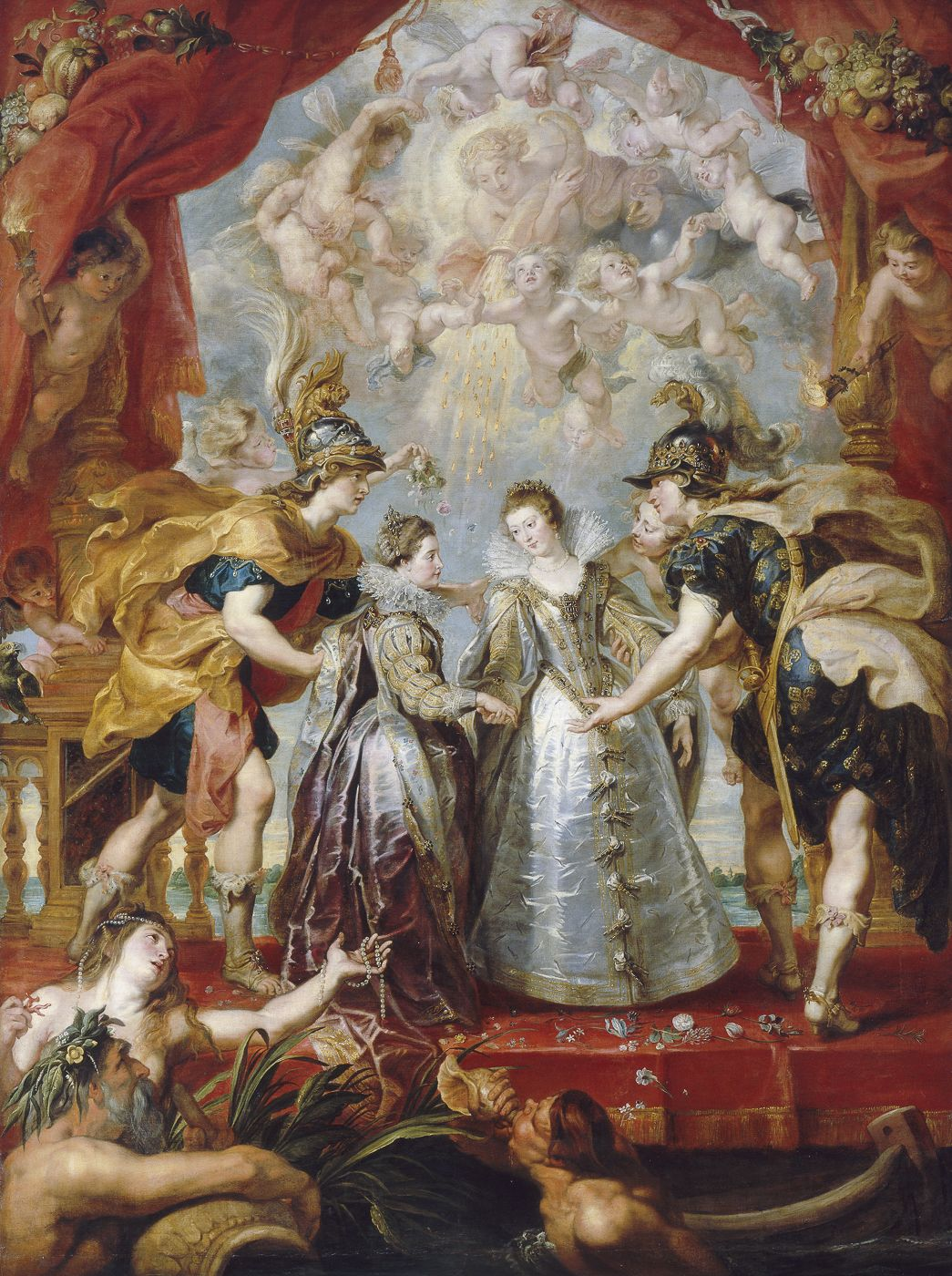
『王女の交換』（1622年 - 1625年）
ルーヴル美術館（パリ）
連作『マリー・ド・メディシスの生涯』の一点。左がマリー・ド・メディシスの長女でフランス王女エリザベート・ド・フランス、右がスペイン王女アナ・マリア・マウリシア。

1621年にフランス王太后マリー・ド・メディシスが、パリのリュクサンブール宮殿の装飾用に、自身の生涯と前フランス王で1610年に死去した夫アンリ4世の生涯とを記念する連作絵画2組の制作をルーベンスに依頼した。この依頼でルーベンスが描いたのが、現在ルーヴル美術館が所蔵する、24点の絵画からなる『マリー・ド・メディシスの生涯』で、1組目の連作が完成したのは1625年のことだった。ルーベンスはもう一組の連作の制作も開始していたが、こちらは最終的に未完のままに終わっている。1630年にマリー・ド・メディシスは、息子のフランス王ルイ13世によって追放され、幼少期のルーベンスが暮らしていたケルンの邸宅で1642年に死去した。
1621年にネーデルラントとスペインとの12年間の休戦期が終わると、スペイン・ハプスブルク家の君主たちはルーベンスを外交的任務に重用し始めた。1624年にフランスの大使がブリュッセルから送った書簡には「スペイン王女（イサベル・クララ・エウヘニアを指す）の命によって、ルーベンスがポーランド王子の肖像画を描きに来ている」と記されている。この書簡に書かれているポーランド王子ヴワディスワフ4世が、イサベルの私的な賓客としてブリュッセルを訪れたのは1624年9月2日のことだった。
1627年から1630年にかけての期間が、ルーベンスの外交的活動がもっとも激しかった時期である。ルーベンスはスペインとネーデルラントに平和をもたらすために、スペインとイングランドの王宮を何度も往復した。さらに、ルーベンスは画家、外交官両方の役割を担って、ネーデルラント北部を何度か訪れており、各地の宮廷で賓客として遇されている。ルーベンスが爵位を与えられたのもこの時期で、1624年にスペイン王フェリペ4世から、1630年にイングランド王チャールズ1世から、それぞれナイト爵を授かった。また、1629年にはケンブリッジ大学から美術修士号 (en:Master of Arts (Oxford, Cambridge and Dublin)) を授与されている。

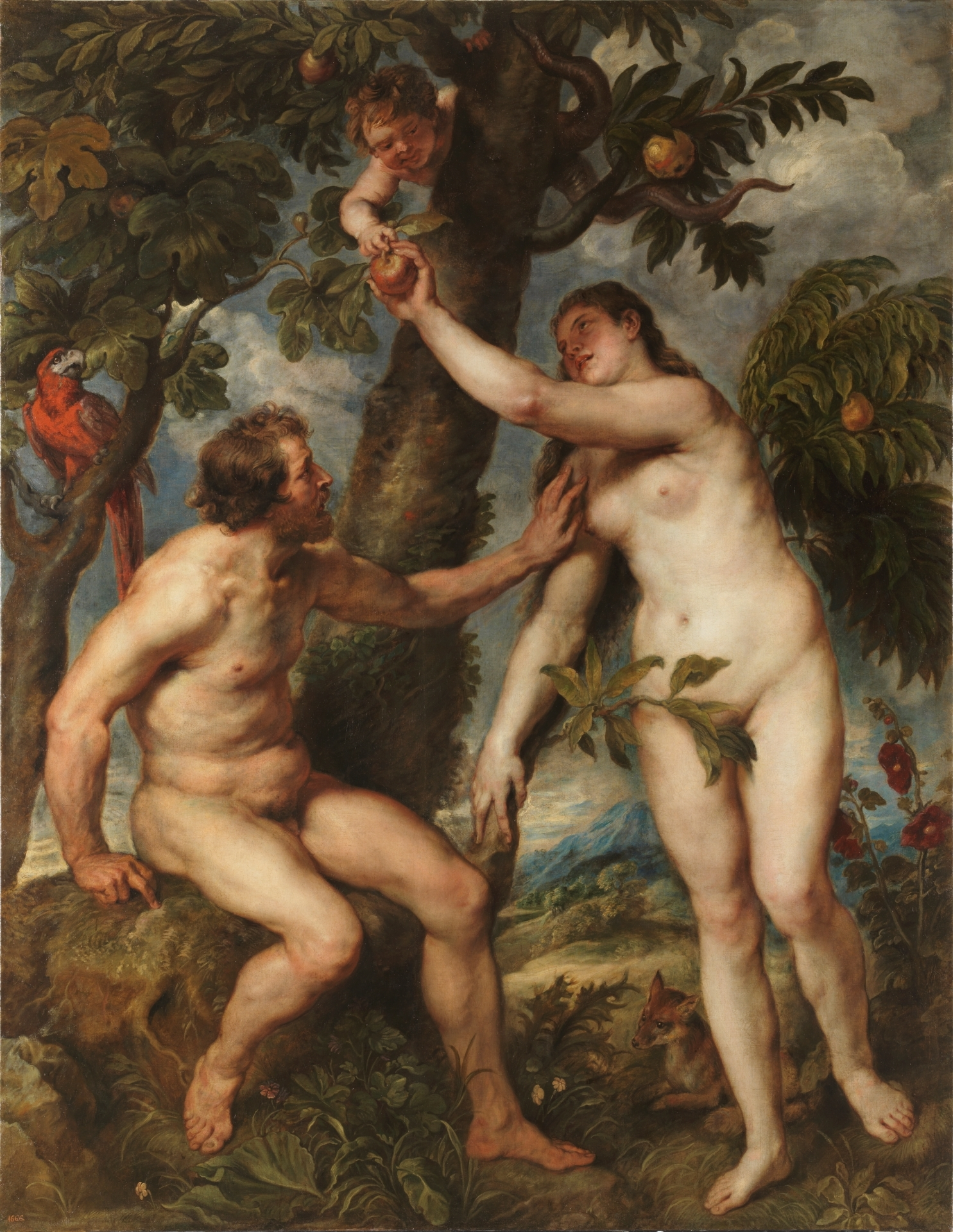
『アダムとイヴ』（1628年 - 1629年）
プラド美術館（マドリード）
ティツィアーノが描いた『アダムとイヴ』をルーベンスが模写した作品。

ルーベンスは1628年から1629年にかけての8カ月間マドリードに滞在し、外交官としての職務だけでなく、スペイン王フェリペ4世らの依頼に応じて重要な絵画作品を制作した。イタリア時代にも目にしていた、スペイン王宮が所蔵していたティツィアーノの作品に改めて触れ、『アダムとイヴ』など、ティツィアーノの作品の模写を多く描いている。また、ルーベンスは、フェリペ4世の宮廷画家としてマドリード王宮にいたディエゴ・ベラスケスと親交を持ち、翌年に二人でイタリアへと旅行する計画を立てた。しかしながらルーベンスはアントウェルペンに帰還することを余儀なくされ、結局ベラスケスは一人でイタリアを訪れている。
マドリードからアントウェルペンへ戻ったルーベンスだったが、すぐに別の任務を与えられてイングランドへと赴き、1630年4月までロンドンに滞在した。このロンドン滞在中に描いた重要な作品が『マルスから平和を守るミネルヴァ（平和と戦争の寓意）』（1629年、ナショナル・ギャラリー（ロンドン））である。平和を希求するルーベンスの強い思いが描かれたこの作品は、イングランド王チャールズ1世に贈られた。
諸国の収集家や貴族階級間でのルーベンスの国際的な名声はますます高くなっていったが、ルーベンスとその工房では、アントウェルペンの後援者からの絵画注文もこなし続けていた。このような作品として、聖母マリア大聖堂の『聖母被昇天』（1625年 - 1626年）などを好例として挙げることができる。

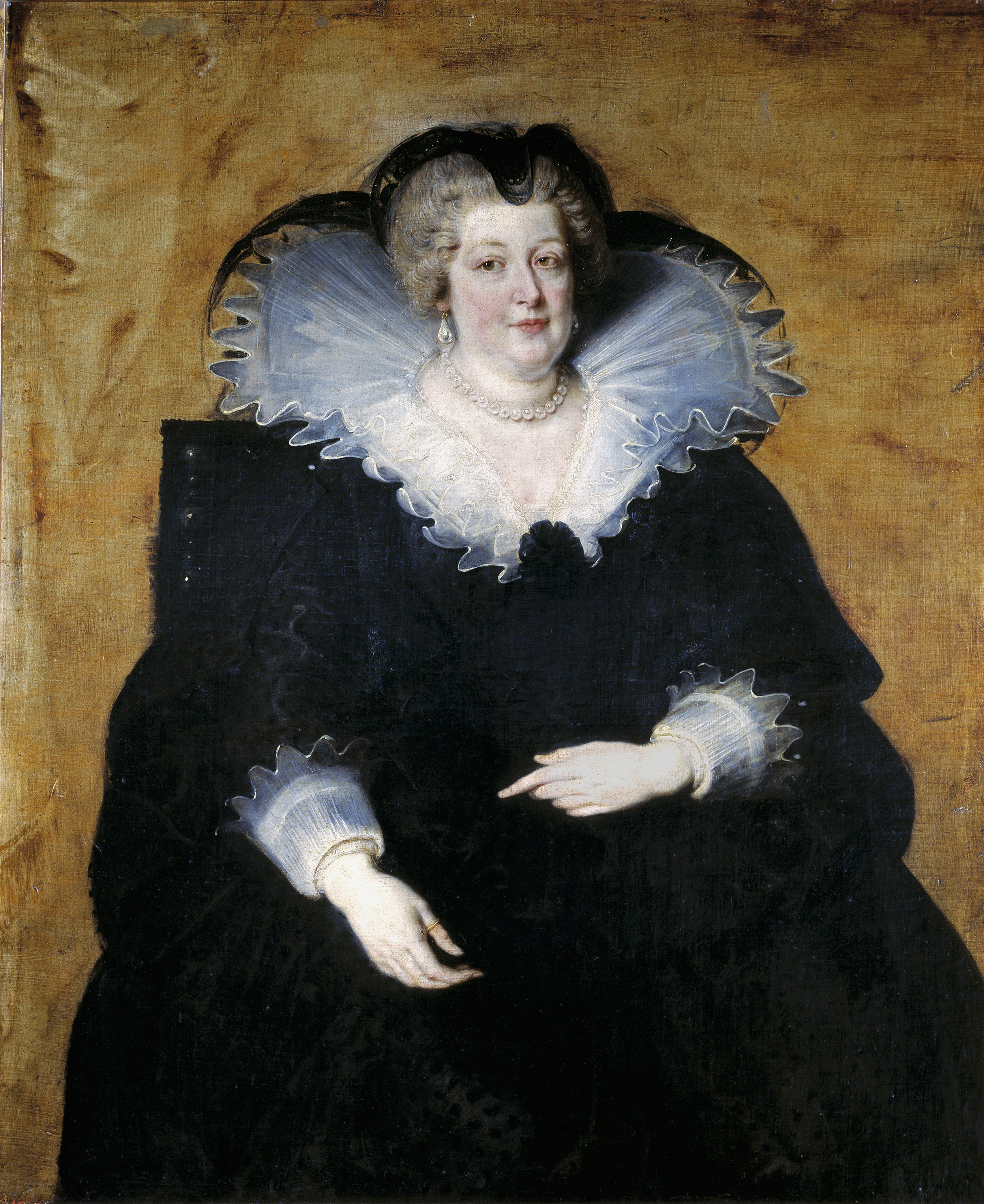
『フランス王太后マリー・ド・メディシス』（1622年） プラド美術館（マドリード）
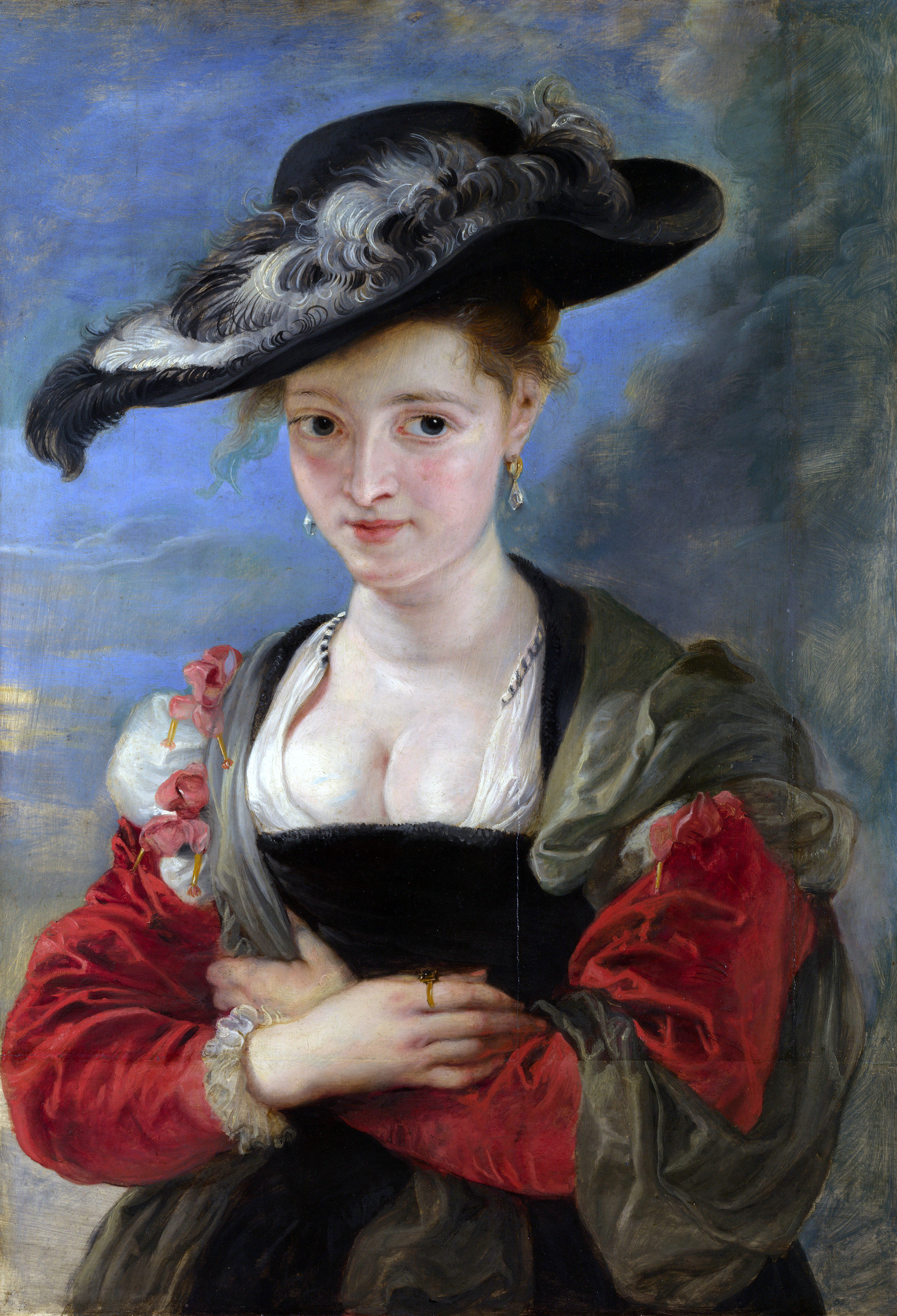
『シュザンヌ・フールマン』（1622年 - 1625年） ナショナル・ギャラリー（ロンドン）
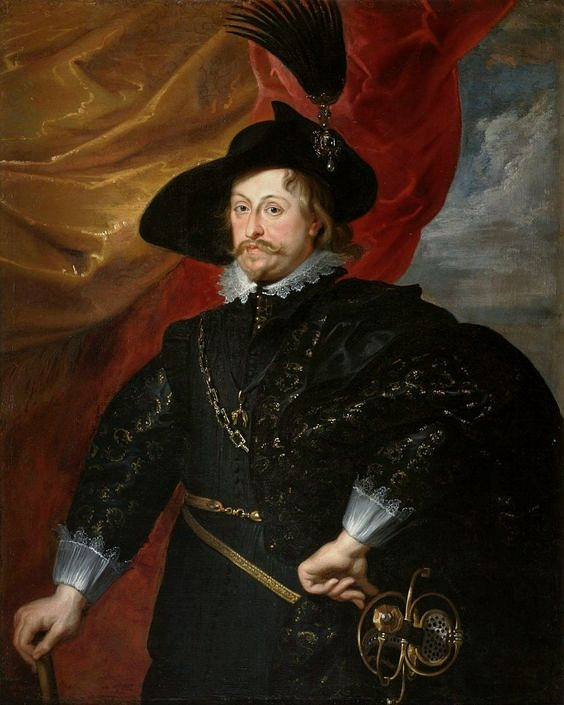
『ポーランド王子ヴワディスワフ4世』（1624年） ヴァヴェル城（クラクフ）
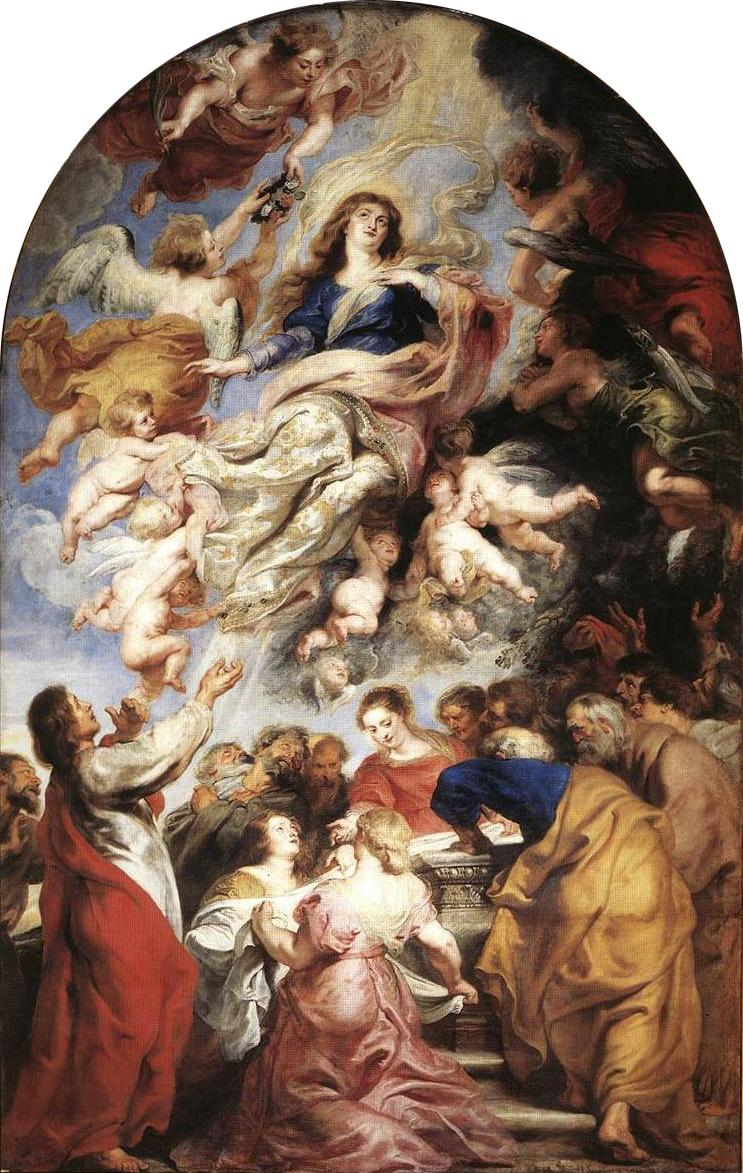
『聖母被昇天』（1625年 - 1626年） 聖母マリア大聖堂（アントウェルペン）
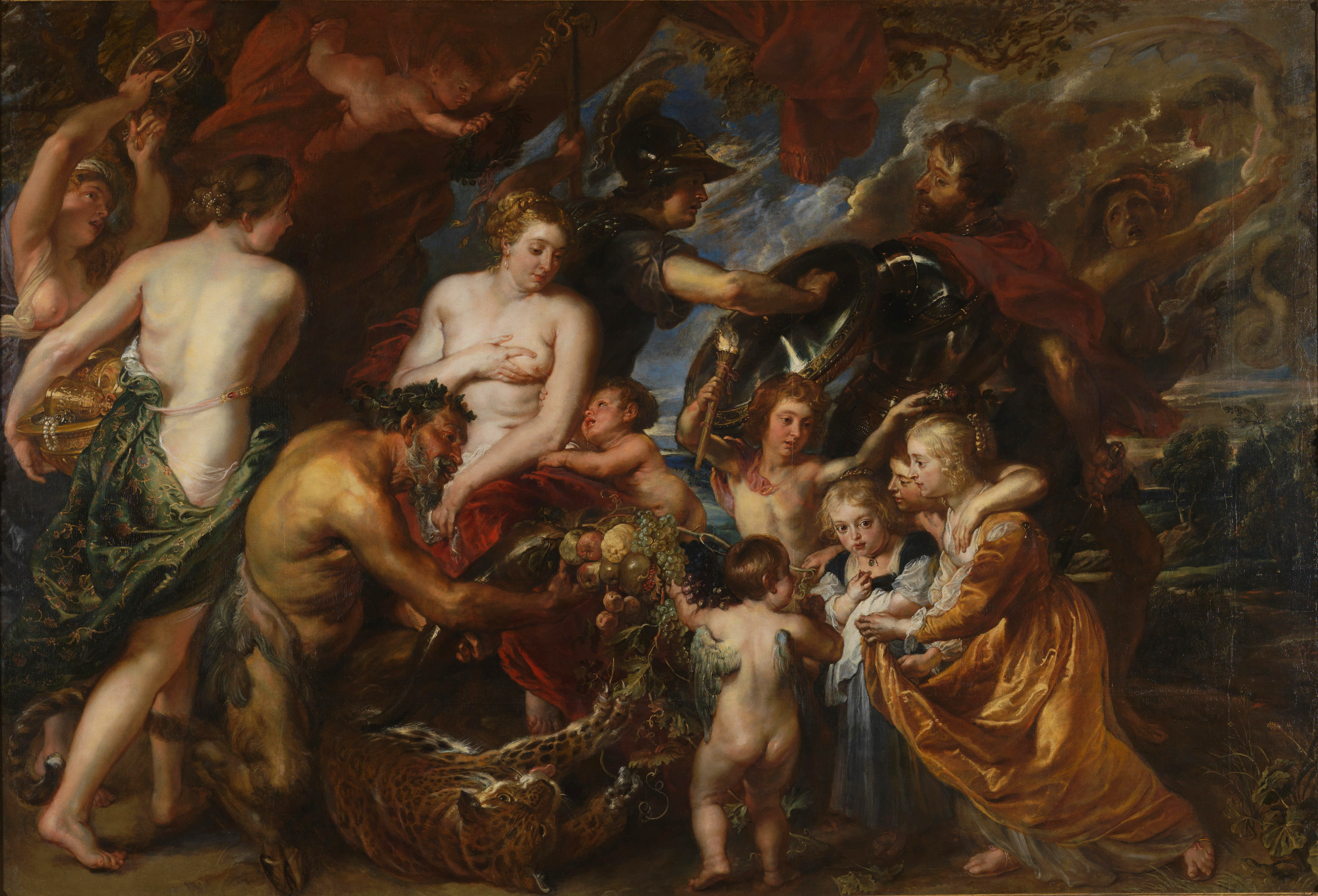
『マルスから平和を守るミネルヴァ（平和と戦争の寓意）』（1629年） ナショナル・ギャラリー（ロンドン）

### 晩年（1630年 - 1640年）

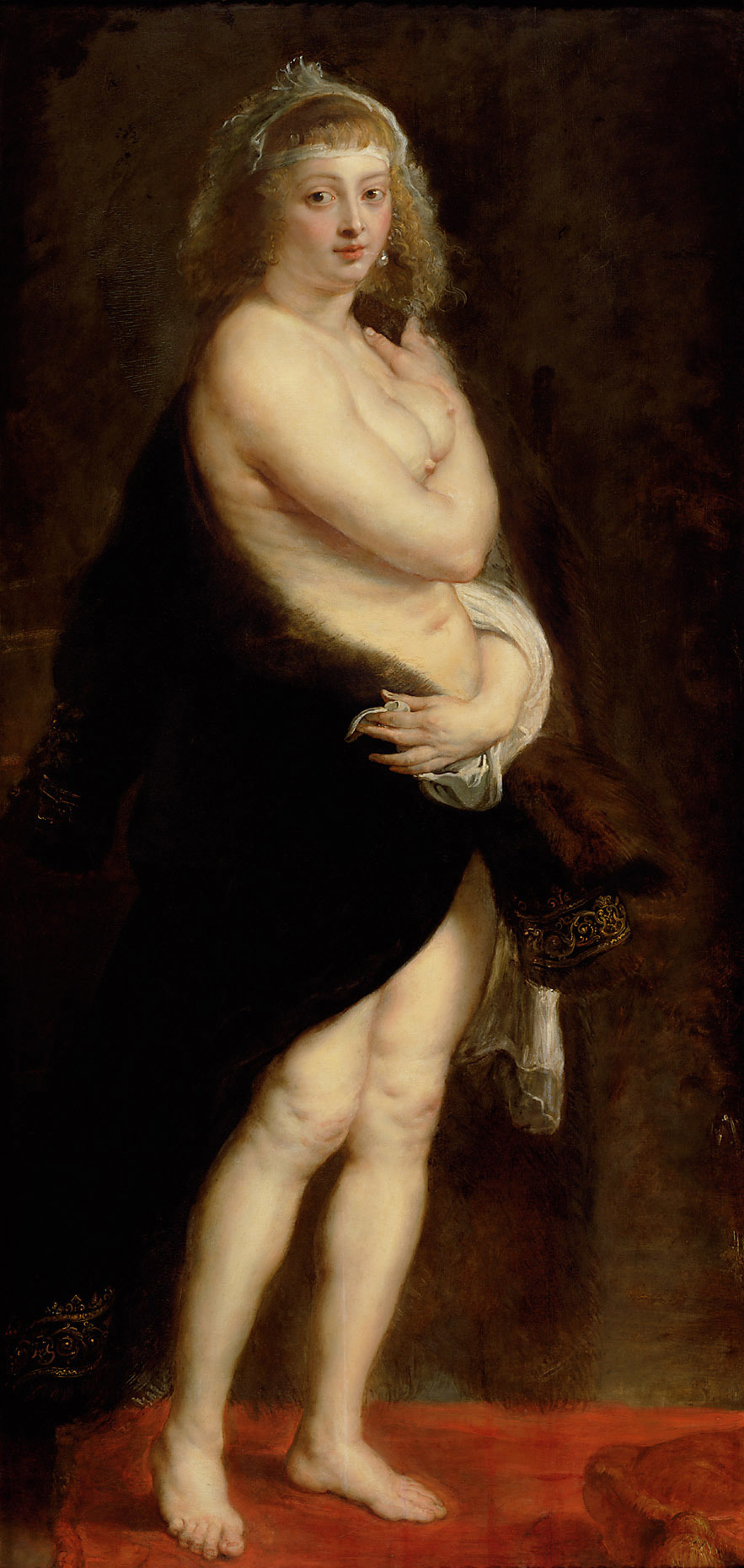
『毛皮をまとったエレーヌ・フールマン』（1638年頃）
美術史美術館（ウィーン）
ルーベンスの二度目の妻エレーヌ・フールマン。当時25歳前後。

ルーベンスは最晩年に当たる10年間をアントウェルペンとその近隣で過ごしている。イングランドのホワイトホール宮殿の、建築家イニゴー・ジョーンズが設計したバンケティング・ハウスの天井画制作など外国からの注文は依然として多く、これらの仕事に忙殺されていたが、ルーベンスは自身の芸術の新境地を開きたいと考えていた。
最初の妻イザベラが死去した4年後の1630年に、当時53歳だったルーベンスは16歳のエレーヌ・フールマンと再婚した。エレーヌをモデルとした肉感的な女性像を、『ヴィーナスの饗宴』（1635年頃、美術史美術館（ウィーン））、『三美神』（1635年頃、プラド美術館（マドリード））、『パリスの審判』（1639年頃、プラド美術館（マドリード））など、以降のルーベンスの作品に多く見ることができる。スペイン王宮からの依頼で描かれた『パリスの審判』では、エレーヌはローマ神話の美神ヴィーナスとして描かれている。ルーベンスが私的に描いたエレーヌの肖像『毛皮をまとったエレーヌ・フールマン』、通称『小さな毛皮』は、『メディチ家のヴィーナス』 のような古代ギリシア彫刻に見られる「恥じらいのヴィーナス」のポーズで描かれている。
1635年にルーベンスはアントウェルペン郊外に土地を購入し、ここのステーン城、またはルーベンスの城 (Rubenskasteel) と呼ばれる邸宅で最晩年のほとんどをすごしている。この場所で描かれた風景画に『早朝のステーン城を望む秋の風景』（1636年頃、ナショナル・ギャラリー（ロンドン））、『畑から戻る農夫』（1637年頃、ピッティ美術館（フィレンツェ））などがある。また『村祭り』（1635-1638年、ルーヴル美術館（パリ））のような、ピーテル・ブリューゲルが得意としたフランドルの伝統的な風俗画も描いている。
慢性の痛風を患っていたルーベンスは心不全で1640年5月30日に死去し、アントウェルペンの聖ヤーコプ教会に埋葬された。ルーベンスが残した子女は8人おり、そのうち3人がイザベラ、5人がエレーヌとの間に生まれた子供で、最年少の子供はルーベンス死去時に生後8カ月の乳児だった。

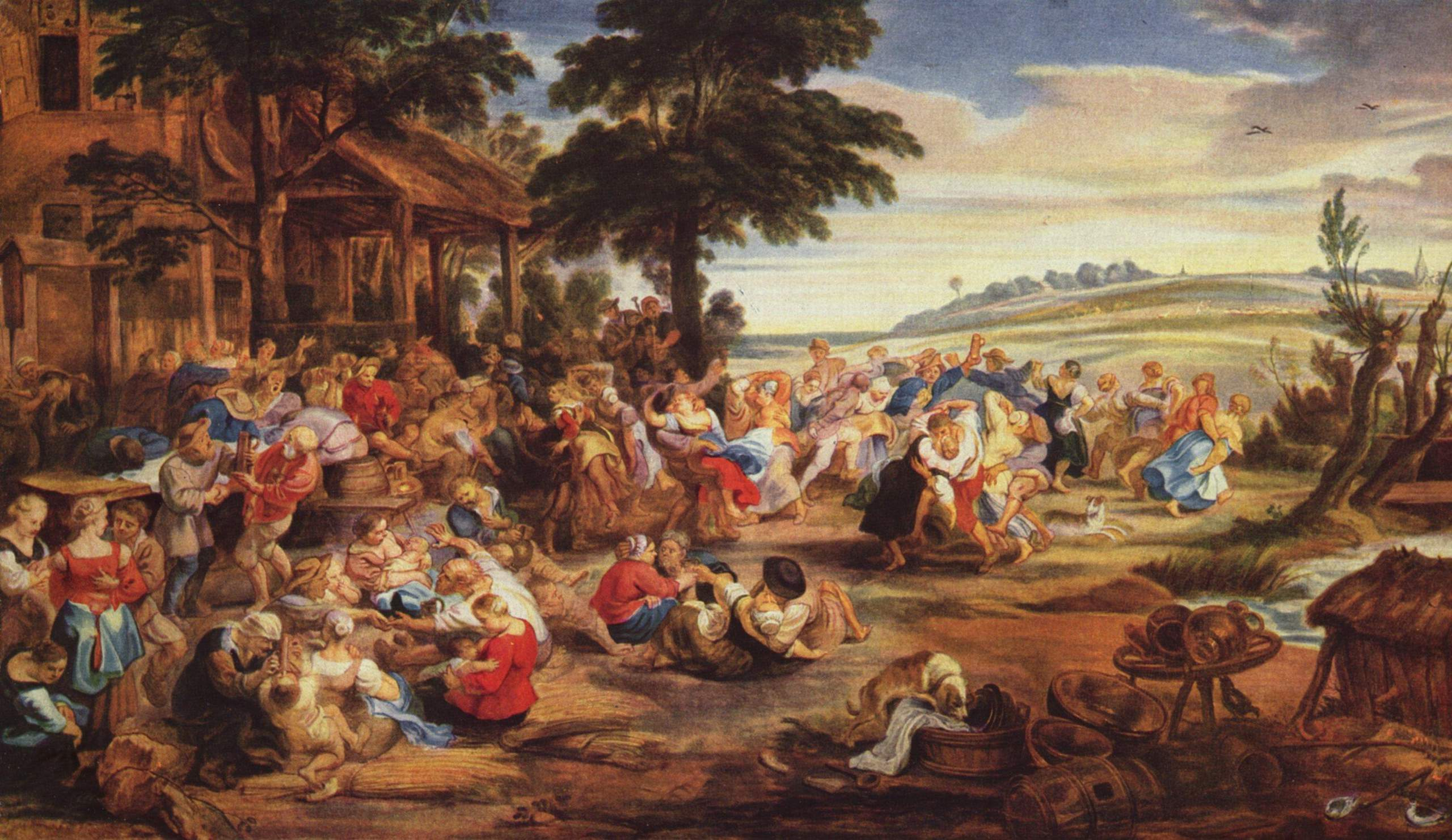
『村祭り』（1635-1638年） ルーヴル美術館（パリ）
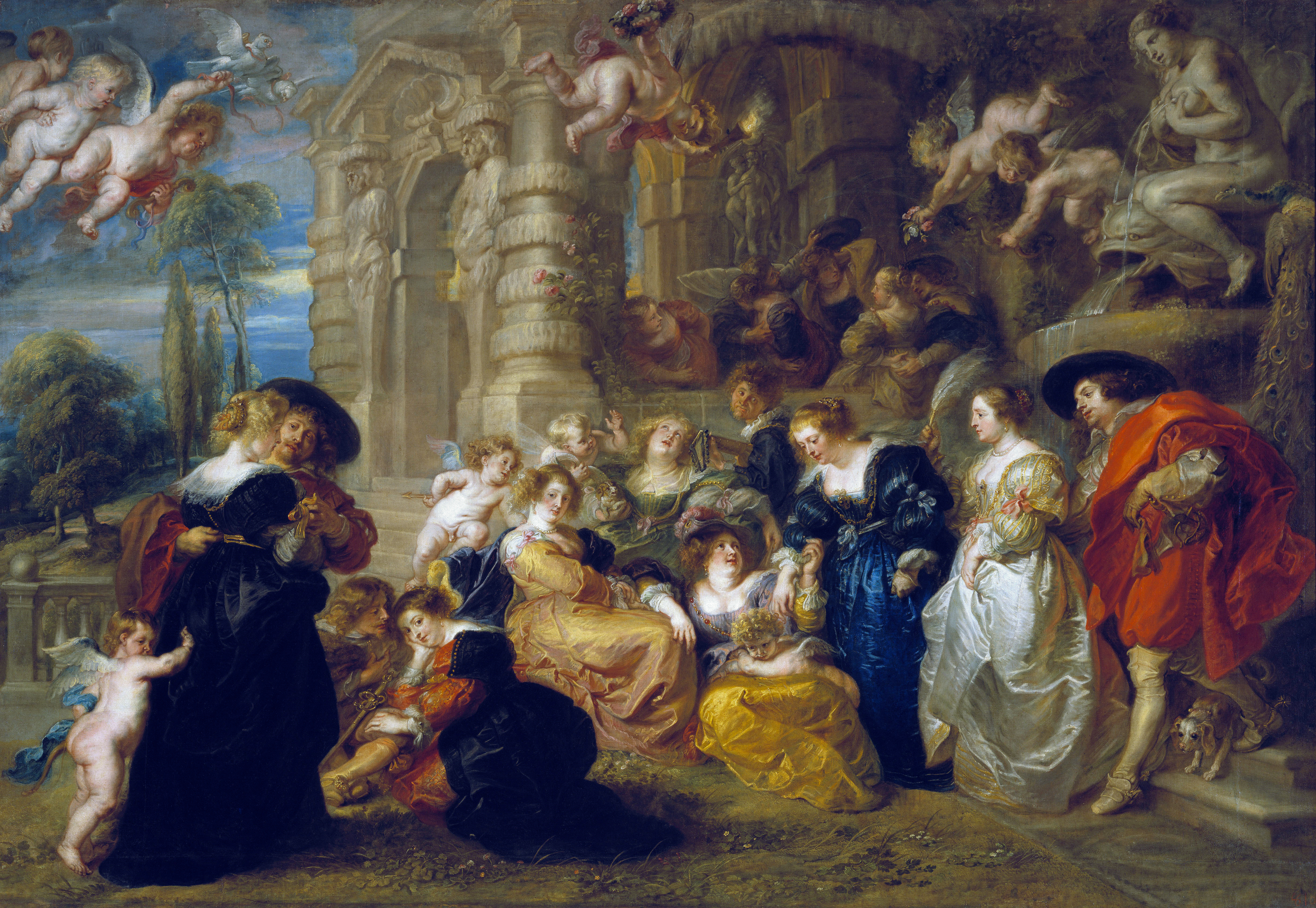
『愛の園』（1630年-1635年） プラド美術館（マドリード）
『三美神』（1635年頃） プラド美術館（マドリード）
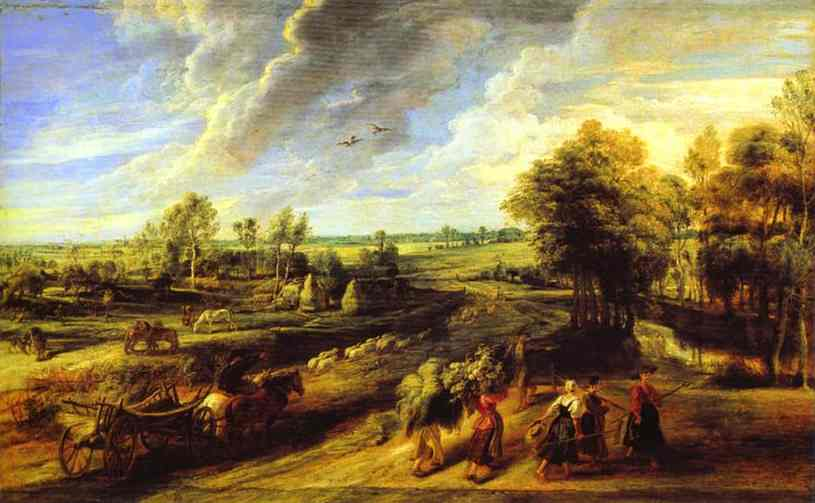
『畑から戻る農夫たち』（1635年頃） パラティーナ美術館（フィレンツェ）
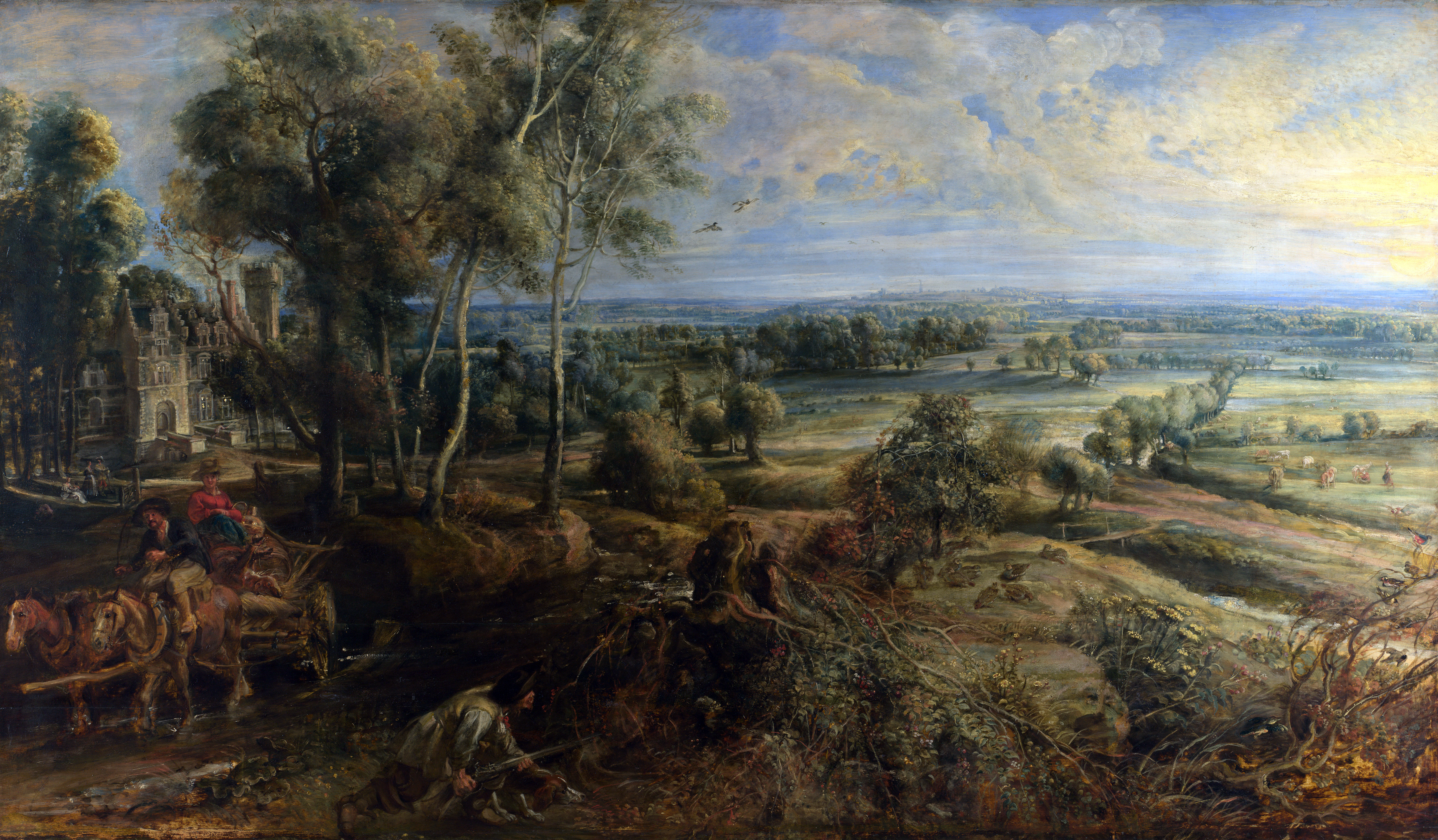
『早朝のステーン城を望む秋の風景』（1636年頃） ナショナル・ギャラリー（ロンドン）
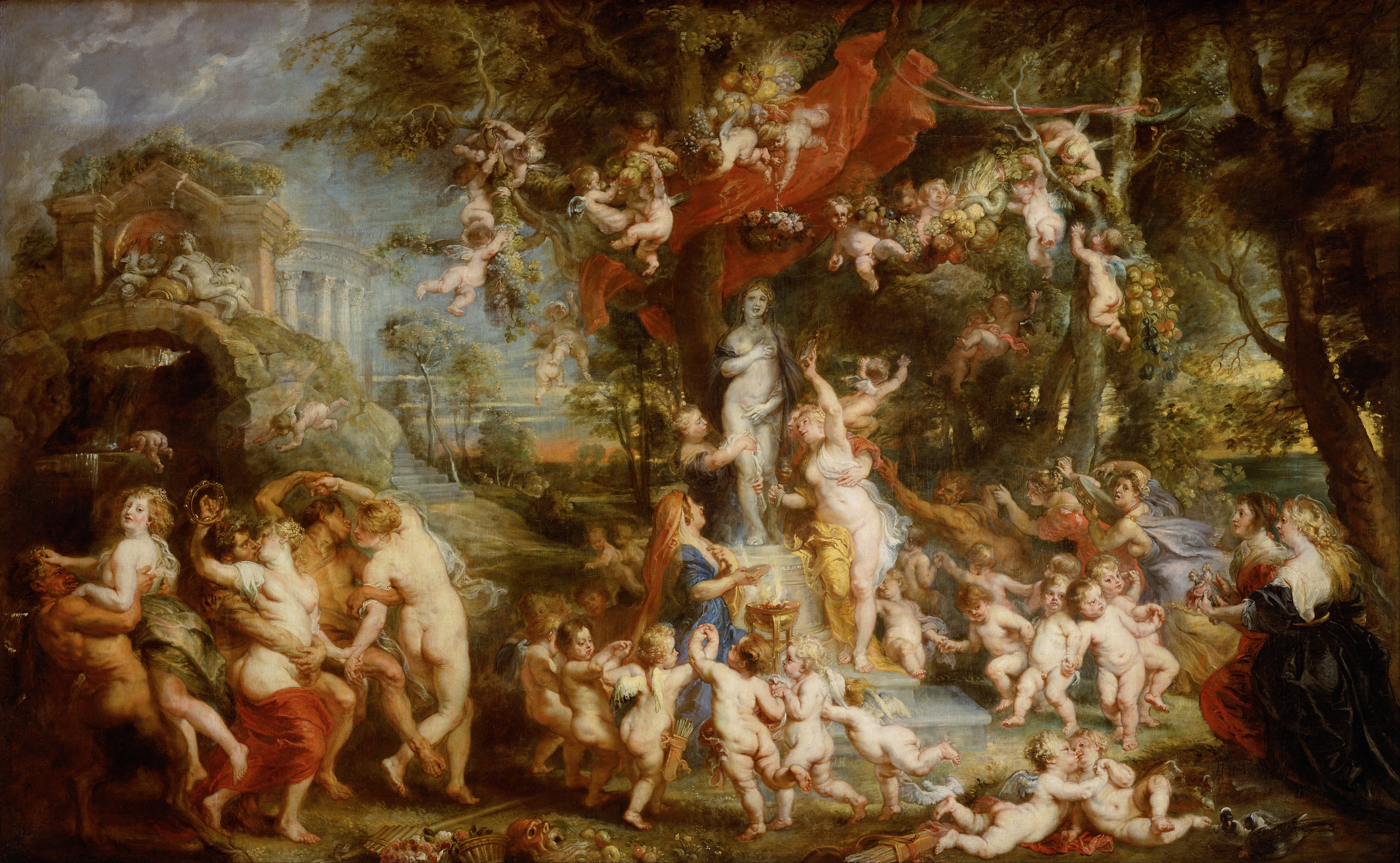
『ヴィーナスの祝祭』（1636-1637年） 美術史美術館（ウィーン）
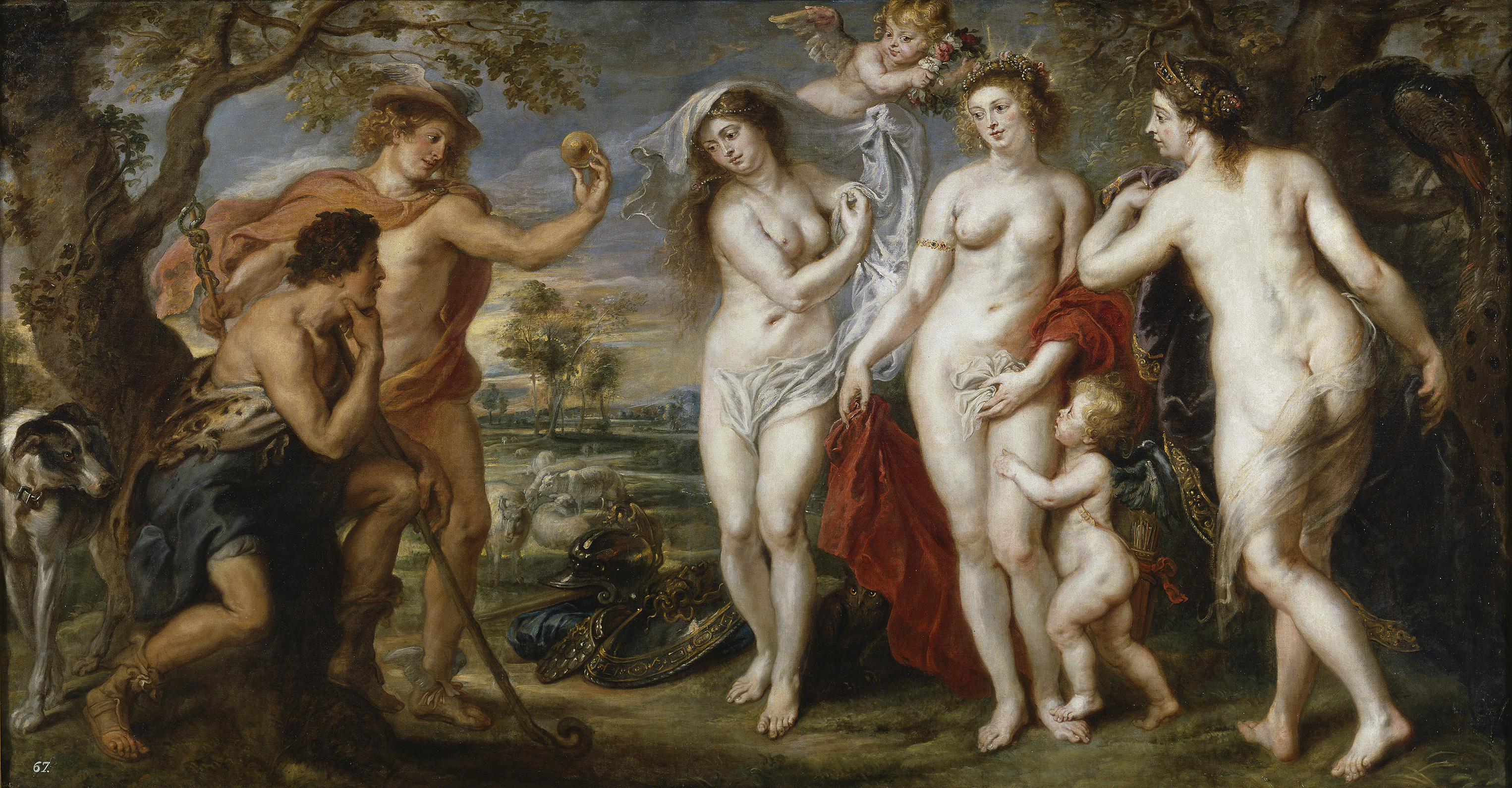
『パリスの審判』（1639年頃） プラド美術館（マドリード）
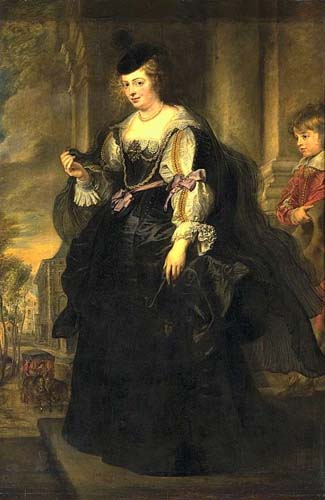
『馬車のあるエレーヌ・フールマンの肖像』（1639年） ルーヴル美術館（パリ）

## 工房制作

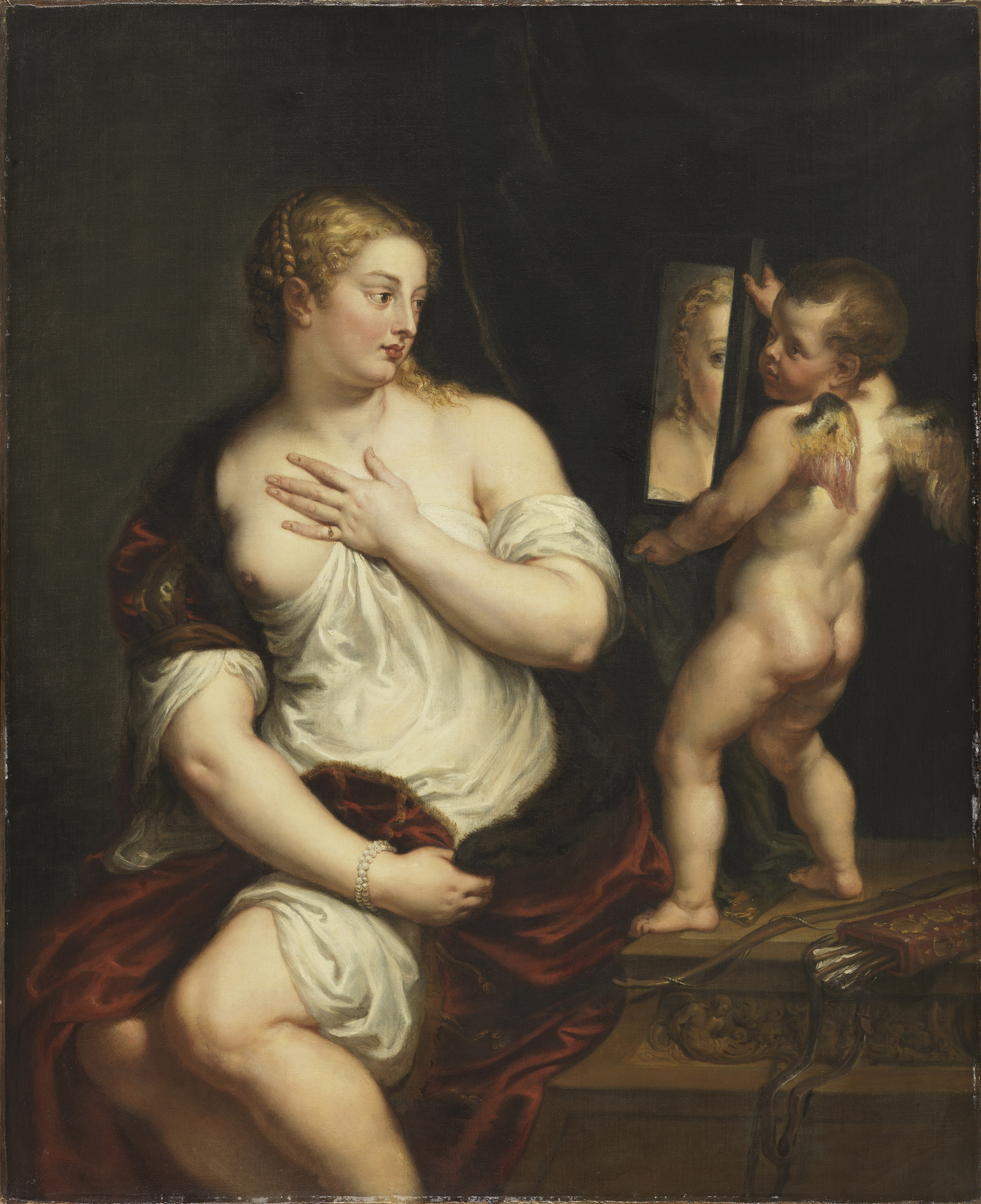
『ウェヌスとミラーを保持するクーピド』
ピーテル・パウル・ルーベンス（1650-1700）

1615年から1625年にかけて、ルーベンスが受ける制作注文の量は単独で捌く事の出来る範疇を超えたものとなっていた。このため、ルーベンスは「黄金の工房」と呼ばれる工房を組織して殺到する注文の処理に当たった。1621年にこの工房を訪れたオットー・シュペルリングはその様子について「窓の無い広い部屋で、数人の若い画家がルーベンスがチョークで描いたデッサンに色をつけ、最終的な仕上げをルーベンスが行っていた」と回想している。こうして、工房で出来上がった絵画がルーベンスの作品として世に送られていた。絵画の価格はルーベンスが関与した割合に応じて決定され、誰がどの部分を制作したかという記録は工房の台帳に明記された。このように制作された作品の中には署名のみルーベンスが行ったものも存在している。
「黄金の工房」での制作に携わった弟子としてはヤン・ウィルデン、パウル・デ・フォス、フランス・スナイデルス、アンソニー・ヴァン・ダイク、ヤーコブ・ヨルダーンスらが知られている。

## 作風と評価

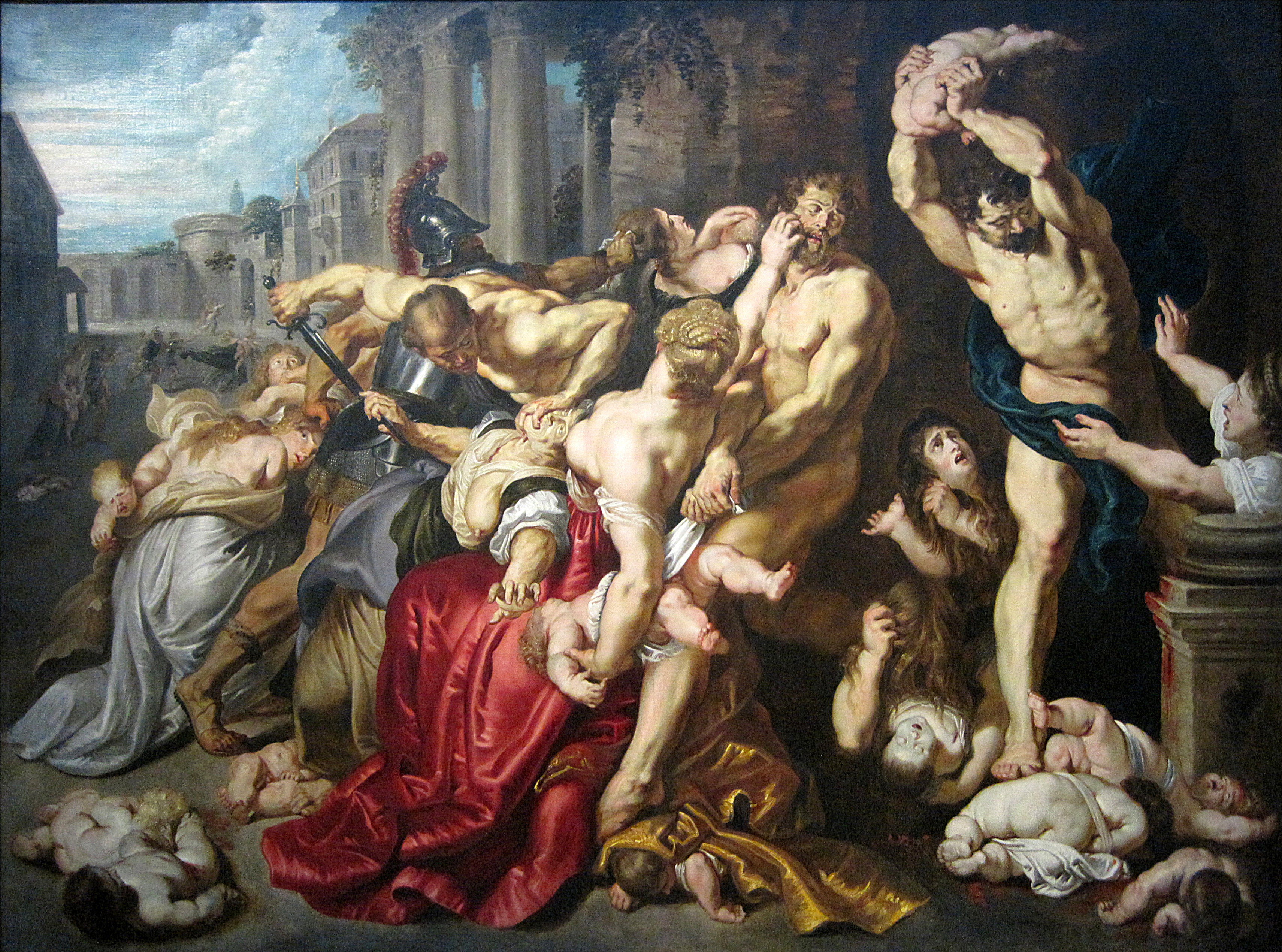
『幼児虐殺』
オンタリオ美術館（トロント）

ルーベンスは多作の芸術家だった。顧客からの依頼で描いた作品の多くは宗教的題材の「歴史画」であり、神話や狩猟の場面が描かれているものもあった。また、自身や近親者などの肖像画、さらに晩年には風景画も描いている。その他には、タペストリや版画のデザイン、式典の装飾なども手掛けている。
現存するルーベンスの下絵は極めて力強い筆致で描かれているが、それほど精密なものではなく、下絵を描く際にインクやパステルではなく油彩を使用することが多かった。また、絵画作品の支持体に板を使用し続けた最後の著名な画家のひとりで、とくに遠距離を運搬する必要がある作品であれば、大規模な作品であっても板を支持体として使う場合が多かった。祭壇画であれば、経年変化などの問題を最小限にするために、支持体に石板を採用することもあった。
ルーベンスは肉感的でふくよかな女性を作品に描くことを好んだ。後世になってルーベンスが描いたような肢体の女性を「ルーベンス風」あるいは「ルーベンスの絵のようにふくよかな (Rubenesque )」と呼ぶことがあり、現代オランダ語ではこのような女性を意味する「Rubensiaans」という言葉が日常的に使用されている。
『西洋美術の歴史』においてジャンソンは、ルーベンスはデューラーが100年前に着手した南北ヨーロッパの美術上の障壁を取り除くことに成功したと同時に、フランドルにおける美術がルーベンスの圧倒的な存在感の影に隠れてしまうこととなったと評している。
『フランダースの犬』において、主人公のネロが見たがっていたアントウェルペン大聖堂の絵画である『キリスト昇架』と『キリスト降架』の作者はルーベンスで、ネロが祈りを捧げていたアントウェルペン大聖堂のマリアも、ルーベンスが描いた『聖母被昇天』である。
2002年7月10日にサザビーズで開催されたオークションで、新たにルーベンスの真作であると鑑定された『幼児虐殺』が、4,950万ポンドで落札された。落札したのはカナダの第2代トムソンオブフリート男爵ケネス・ロイ・トムソンで、オールド・マスターの作品についた値段としては当時の最高額であった。